# Поређење програмских језика (основне инструкције)
Поређење програмских језика (основна упутства) Поређење програмских језика је уобичајена тема разговора међу софтверским инжењерима. Неколико основних упутстава програмских језика су овде.

## Конвенције овог чланка
bold је буквално код. Не-болд је тумачио читалац. Изјаве у знаковима су опционе (« … »). Tab ↹ указује на неопходну алинеју (са размаком).

## Тип идентификатора

### Цели бројеви
|                               | 8 бајтова (бајт)           | 8 бајтова (бајт)                       | 16 бајтова (мањи број)       | 16 бајтова (мањи број)                   | 32 бајтова                   | 32 бајтова                               | 64 бајтова (дужи број)       | 64 бајтова (дужи број)          | Дужина речи           | Дужина речи                                                   | Произвољно прецизни (bignum)          |
| Потписано                     | Непотписано                | Потписано                              | Непотписано                  | Потписано                                | Непотписано                  | Потписано                                | Непотписано                  | Потписано                       | Непотписано           |                                                               | Произвољно прецизни (bignum)          |
| ----------------------------- | -------------------------- | -------------------------------------- | ---------------------------- | ---------------------------------------- | ---------------------------- | ---------------------------------------- | ---------------------------- | ------------------------------- | --------------------- | ------------------------------------------------------------- | ------------------------------------- |
| Ада                           | range -2**7 .. 2**7 - 1[j] | range 0 .. 2**8 - 1[j] или mod 2**8[k] | range -2**15 .. 2**15 - 1[j] | range 0 .. 2**16 - 1[j] или mod 2**16[k] | range -2**31 .. 2**31 - 1[j] | range 0 .. 2**32 - 1[j] или mod 2**32[k] | range -2**63 .. 2**63 - 1[j] | mod 2**64[k]                    | Integer[j]            | range 0 .. 2**Integer'Size - 1[j] или mod Integer'Величина[k] | Н/Д                                   |
| ALGOL 68 (променљиве ширине)  | мали int[c]                | Н/Д                                    | мали int[c]                  | Н/Д                                      | int[c]                       | Н/Д                                      | велики int[c]                | Н/Д                             | int[c]                | Н/Д                                                           | велики int [a][g]                     |
| ALGOL 68 (променљиве ширине)  | мали int[c]                | Н/Д                                    | мали int[c]                  | Н/Д                                      | int[c]                       | Н/Д                                      | велики int[c]                | Н/Д                             | бајтови & битови      |                                                               | велики int [a][g]                     |
| C (C99 фиксне ширине)         | int8_t                     | uint8_t                                | int16_t                      | uint16_t                                 | int32_t                      | uint32_t                                 | int64_t                      | uint64_t                        | int                   | непотписан int                                                | Н/Д                                   |
| C++ (С++11) фиксне ширине)    | int8_t                     | uint8_t                                | int16_t                      | uint16_t                                 | int32_t                      | uint32_t                                 | int64_t                      | uint64_t                        | int                   | непотписан int                                                | Н/Д                                   |
| C (C99 variable-width)        | потписан чађ               | непотписан чађ                         | кратак[c]                    | непотписан кратак[c]                     | велики[c]                    | непотписан велики[c]                     | велики[c]                    | непотписан велики[c]            | int                   | непотписан int                                                | Н/Д                                   |
| C++ (C++11 променљиве ширине) | потписан чађ               | непотписан чађ                         | кратак[c]                    | непотписан кратак[c]                     | велики[c]                    | непотписан велики[c]                     | велики[c]                    | непотписан велики[c]            | int                   | непотписан int                                                | Н/Д                                   |
| Objective-C (Cocoa)           | потписан чађ или int8_t    | непотписан чађ или uint8_t             | кратак или int16_t           | непотписан кратак или uint16_t           | int или int32_t              | непотписан int или uint32_t              | дугачак или int64_t          | непотписан дугачак или uint64_t | NSInteger или дугачак | NSUInteger или непотписан дуг                                 | Н/Д                                   |
| C#                            | sbyte                      | byte                                   | short                        | ushort                                   | int                          | uint                                     | long                         | ulong                           | IntPtr                | UIntPtr                                                       | System.Numerics.BigInteger (.NET 4.0) |
| Јава                          | byte                       | Н/Д                                    | short                        | char[b]                                  | int                          | Н/Д                                      | long                         | Н/Д                             | Н/Д                   | Н/Д                                                           | java.math.BigInteger                  |
| Гоу                           | int8                       | uint8 or byte                          | int16                        | uint16                                   | int32                        | uint32                                   | int64                        | uint64                          | int                   | uint                                                          | big.Int                               |
| Свифт                         | Int8                       | UInt8                                  | Int16                        | UInt16                                   | Int32                        | UInt32                                   | Int64                        | UInt64                          | Int                   | UInt                                                          |                                       |
| D                             | byte                       | ubyte                                  | short                        | ushort                                   | int                          | uint                                     | long                         | ulong                           | Н/Д                   | Н/Д                                                           | BigInt                                |
| Common Lisp                   |                            |                                        |                              |                                          |                              |                                          |                              |                                 |                       |                                                               | bignum                                |
| Шема                          |                            |                                        |                              |                                          |                              |                                          |                              |                                 |                       |                                                               |                                       |
| ISLISP                        |                            |                                        |                              |                                          |                              |                                          |                              |                                 |                       |                                                               | bignum                                |
| Паскал (Слободан Паскал)      | shortint                   | byte                                   | smallint                     | word                                     | longint                      | longword                                 | int64                        | qword                           | integer               | cardinal                                                      | Н/Д                                   |
| Вижуал бејсик                 | Н/Д                        | Byte                                   | Integer                      | Н/Д                                      | Long                         | Н/Д                                      | Н/Д                          | Н/Д                             | Н/Д                   | Н/Д                                                           | Н/Д                                   |
| Visual Basic .NET             | SByte                      | Byte                                   | Short                        | UShort                                   | Integer                      | UInteger                                 | Long                         | ULong                           | Н/Д                   | Н/Д                                                           | System.Numerics.BigInteger (.NET 4.0) |
| FreeBASIC                     | Byte or Integer<8>         | UByte or UInteger<8>                   | Short or Integer<16>         | UShort or UInteger<16>                   | Long or Integer<32>          | ULong or UInteger<32>                    | LongInt or Integer<64>       | ULongInt or UInteger<64>        | Integer               | UInteger                                                      | Н/Д                                   |
| Пајтон 2.x                    | Н/Д                        | Н/Д                                    | Н/Д                          | Н/Д                                      | Н/Д                          | Н/Д                                      | Н/Д                          | Н/Д                             | int                   | Н/Д                                                           | long                                  |
| Python 3.x                    | Н/Д                        | Н/Д                                    | Н/Д                          | Н/Д                                      | Н/Д                          | Н/Д                                      | Н/Д                          | Н/Д                             | Н/Д                   | Н/Д                                                           | int                                   |
| S-Lang                        | Н/Д                        | Н/Д                                    | Н/Д                          | Н/Д                                      | Н/Д                          | Н/Д                                      | Н/Д                          | Н/Д                             | Н/Д                   | Н/Д                                                           | Н/Д                                   |
| Фортран                       | INTEGER(KIND = n)[f]       | Н/Д                                    | INTEGER(KIND = n)[f]         | Н/Д                                      | INTEGER(KIND = n)[f]         | Н/Д                                      | INTEGER(KIND = n)[f]         | Н/Д                             |                       |                                                               |                                       |
| PHP                           | Н/Д                        | Н/Д                                    | Н/Д                          | Н/Д                                      | int [m]                      | Н/Д                                      | int [m]                      | Н/Д                             | Н/Д                   | Н/Д                                                           | [e]                                   |
| Перл 5                        | Н/Д[d]                     | Н/Д[d]                                 | Н/Д[d]                       | Н/Д[d]                                   | Н/Д[d]                       | Н/Д[d]                                   | Н/Д[d]                       | Н/Д[d]                          | Н/Д[d]                | Н/Д[d]                                                        | Math::BigInt                          |
| Перл 6                        | int8                       | uint8                                  | int16                        | uint16                                   | int32                        | uint32                                   | int64                        | uint64                          | Int                   | Н/Д                                                           | Н/Д                                   |
| Руби                          | Н/Д                        | Н/Д                                    | Н/Д                          | Н/Д                                      | Н/Д                          | Н/Д                                      | Н/Д                          | Н/Д                             | Fixnum                | Н/Д                                                           | Bignum                                |
| Ерланг                        | Н/Д                        | Н/Д                                    | Н/Д                          | Н/Д                                      | Н/Д                          | Н/Д                                      | Н/Д                          | Н/Д                             | integer()             | Н/Д                                                           | integer()[o]                          |
| Скала                         | Byte                       | Н/Д                                    | Short                        | Char[l]                                  | Int                          | Н/Д                                      | Long                         | Н/Д                             | Н/Д                   | Н/Д                                                           | scala.math.BigInt                     |
| Seed7                         | Н/Д                        | Н/Д                                    | Н/Д                          | Н/Д                                      | Н/Д                          | Н/Д                                      | integer                      | Н/Д                             | Н/Д                   | Н/Д                                                           | bigInteger                            |
| Smalltalk                     | Н/Д                        | Н/Д                                    | Н/Д                          | Н/Д                                      | Н/Д                          | Н/Д                                      | Н/Д                          | Н/Д                             | SmallInteger[i]       | Н/Д                                                           | LargeInteger[i]                       |
| Windows PowerShell            | Н/Д                        | Н/Д                                    | Н/Д                          | Н/Д                                      | Н/Д                          | Н/Д                                      | Н/Д                          | Н/Д                             | Н/Д                   | Н/Д                                                           | Н/Д                                   |
| OCaml                         | Н/Д                        | Н/Д                                    | Н/Д                          | Н/Д                                      | int32                        | Н/Д                                      | int64                        | Н/Д                             | int or nativeint      |                                                               | open Big_int;; big_int                |
| F Sharp                       | sbyte                      | byte                                   | int16                        | uint16                                   | int32 or int                 | uint32                                   | int64                        | uint64                          | nativeint             | unativeint                                                    | bigint                                |
| Standard ML                   | Н/Д                        | Word8.word                             | Н/Д                          | Н/Д                                      | Int32.int                    | Word32.word                              | Int64.int                    | Word64.word                     | int                   | word                                                          | LargeInt.int or IntInf.int            |
| Haskell (GHC)                 | «import Int» Int8          | «import Word» Word8                    | «import Int» Int16           | «import Word» Word16                     | «import Int» Int32           | «import Word» Word32                     | «import Int» Int64           | «import Word» Word64            | Int                   | «import Word» Word                                            | Integer                               |
| Ајфел                         | INTEGER_8                  | NATURAL_8                              | INTEGER_16                   | NATURAL_16                               | INTEGER_32                   | NATURAL_32                               | INTEGER_64                   | NATURAL_64                      | INTEGER               | NATURAL                                                       | Н/Д                                   |
| Кобол[h]                      | BINARY-CHAR «SIGNED»       | BINARY-CHAR UNSIGNED                   | BINARY-SHORT «SIGNED»        | BINARY-SHORT UNSIGNED                    | BINARY-LONG «SIGNED»         | BINARY-LONG UNSIGNED                     | BINARY-DOUBLE «SIGNED»       | BINARY-DOUBLE UNSIGNED          | Н/Д                   | Н/Д                                                           | Н/Д                                   |
| Mathematica                   | Н/Д                        | Н/Д                                    | Н/Д                          | Н/Д                                      | Н/Д                          | Н/Д                                      | Н/Д                          | Н/Д                             | Н/Д                   | Н/Д                                                           | Integer                               |
| Wolfram                       | Н/Д                        | Н/Д                                    | Н/Д                          | Н/Д                                      | Н/Д                          | Н/Д                                      | Н/Д                          | Н/Д                             | Н/Д                   | Н/Д                                                           | Integer                               |

^a  стандарне Стандардне константе кратко int и int дужине могу да се користе за одређивање колико 'кратких и' дугих и могу бити корисне префиксима за 'кратак int' и 'дуг int'. Стварна величина 'кратког int', 'int' и 'дугог int' је доступна као кратке константе max int, max int и long max int итд.
^b  Обично се користи за знакове .

^c  ALGOL 68, C и C++ језици не прецизирају тачну ширину врсте целобројних вредности short, int, long, и (C99, C++11) long long, тако да су имплементације-зависне. У C и C++ short, long, и long long типови се захтевају да буду најмање 16, 32, и 64 бита, али не могу бити већи. Тип int је потребно да буде бар исто толико широк као short и највише широк као long, и обично ширина величине речи у процесору машине (нпр на 32-битном машину је често 32 бита; на 64-битним машинама често је на 64 бита). С99 и C++ 11 је такође дефинисан са [u]intN_t тачне ширине врсте у stdint.h хедеру.

^d  Perl 5 нема различитих типова. Цели бројеви, децимални, стрингови, итд се сматрају "скаларима".

^e  PHP има два произвољно-прецизне библиотеке. BCMath библиотека користи само стрингове као што су datatype. GMP библиотка користи интерни "ресурс" тип.

^f  Вредност "n" је обезбеђена SELECTED_INT_KIND SELECTED_INT_KIND унутрашњом функцијом. 

^g  ALGOL 68Gниз опција времена --precision "number" е може подесити precision long long ints до жељеног "броја" значајних цифара. Стандардне константе long long int width и long long max int могу бити коришћене за одређивање стварне прецизности. 

^h  COBOL омогућава спецификацију потребне прецизности и аутоматски ће одабрати доступан тип који је способан да представља одређену прецизност. "PIC S9999", на пример, је био потребан за потписавање четири променљивих децималних цифара прецизности. Ако је наведено као бинарно поље, то би се изабрало 16 битним типом на већини плат форми.

^i  Smalltalk аутоматски бира одговарајућу заступљеност интегралних бројева. Типично, две репрезентације су присутне, једна за целе бројева се уклапа у природну величину реч минус (SmallInteger) и једна подржава произвољне величине целих бројева (LargeInteger). Аритметичке операције су подржане полиморфним аргументима и враћају резултат на најадекватније компактне репрезентације.

^j  Ada опсег проверава граничне прекршаје у run-time (као и на компајлирању статичких израза). run time граница кршења подиже "ограничење грешке" изузетак. Опсег није ограничен на степену два. Обично предефинисани целобројни подтипови су:Positive (range 1 .. Integer'Last) and Natural (range 0 .. Integer'Last). Short_Short_Integer (8 бајтова), Short_Integer (16 бајтова) and Long_Integer (64 бајтова) су такође предефинисане, али не захтевају Ада стандарде. Run time чекови се могу искључити уколико је учинак важнија од интегритета провере.

^k  Adамодуло типови спроводе по модулу аритметике у свим операцијама, односно нема могућих кршења домета. Модули нису ограничени на овлашћења два.

^l  Обично се користи за типове попут Јава знака.

^m  intint у PHP има исту ширину као long type у C коју он има на том систему [c].
^n  Erlang динамички куца. Тип идентификатора су се обично користи за спецификацију врсте рекордног поља и аргумента и враћа врсте функција.

^o  Када прелази једну реч.

### Декадни систем
|                          | Једнострука тачност | Двострука тачност  | Друга тачност                           | Зависни процесор |
| ------------------------ | ------------------- | ------------------ | --------------------------------------- | ---------------- |
| Ада                      | Float               | Long_Float         | Н/Д                                     |                  |
| ALGOL 68                 | real[a]             | long real[a]       | short real, long long real, etc.[d]     |                  |
| C                        | float[b]            | double             | long double[f]                          |                  |
| C++ (STL)                | float[b]            | double             | long double[f]                          |                  |
| Objective-C (Cocoa)      | float[b]            | double             | long double[f]                          | CGFloat          |
| C#                       | float               | double             | Н/Д                                     |                  |
| Јава                     | float               | double             | Н/Д                                     |                  |
| Гоу                      | float32             | float64            | Н/Д                                     |                  |
| Swift                    | Float               | Double             | Н/Д                                     | CGFloat          |
| D                        | float               | double             |                                         | real             |
| Common Lisp              |                     |                    |                                         |                  |
| Шема                     |                     |                    |                                         |                  |
| ISLISP                   |                     |                    |                                         |                  |
| Паскал (слободан Паскал) | single              | double             |                                         | real             |
| Visual Basic             | Single              | Double             | Н/Д                                     |                  |
| Visual Basic .NET        | Single              | Double             | Н/Д                                     |                  |
| Xojo                     | Single              | Double             | Н/Д                                     |                  |
| Пајтон                   | Н/Д                 | float              |                                         |                  |
| JavaScript               | Н/Д                 | Number             | Н/Д                                     |                  |
| S-Lang                   |                     |                    |                                         |                  |
| Фортран                  | REAL(KIND = n)[c]   | REAL(KIND = n)[c]  |                                         |                  |
| PHP                      |                     | float              |                                         |                  |
| Перл                     |                     |                    |                                         |                  |
| Перл 6                   | num32               | num64              |                                         | Num              |
| Руби                     | Н/Д                 | Float              | Н/Д                                     |                  |
| Скала                    | Float               | Double             | Н/Д                                     |                  |
| Seed7                    | Н/Д                 | float              | Н/Д                                     |                  |
| Smalltalk                | Float               | Double             | Н/Д                                     |                  |
| Windows PowerShell       |                     |                    |                                         |                  |
| OCaml                    | Н/Д                 | float              | Н/Д                                     |                  |
| F#                       | float32             | float              | Н/Д                                     |                  |
| Standard ML              | Н/Д                 |                    | Н/Д                                     | real             |
| Haskell (GHC)            | Float               | Double             |                                         |                  |
| Ајфел                    | REAL_32             | REAL_64            |                                         |                  |
| КОБОЛ                    | FLOAT-BINARY-7[e]   | FLOAT-BINARY-34[e] | FLOAT-SHORT, FLOAT-LONG, FLOAT-EXTENDED |                  |
| Mathematica              | Н/Д                 | Н/Д                |                                         | Real             |

^a  Стандардне константе real shorts и real lengths се могу користити за одређивање 'short и 'long и за поправљање 'short real' и 'long real'. Актуелне величине 'short real', 'real' и 'long real' су доступне као константе short max real, max real и long max real etc. Са константама short small real, small real и long small real доступни су разни типови епсилон машина.
^b  декларације просте прецизности се често не поштују
^c  Вредност "n" је обезбеђена SELECTED_REAL_KIND унутрашњом функцијом.
^d  ALGOL 68G's run time опција оже се подесити прецизним long long reals до обезбеђења "number" значајних цифара. Стандарднеконстанте long long real width и 'long long max real могу се користити за одређивање стварне прецизност. 
^e  IEEE децимални тип ће бити уведен следећим COBOL стандардом. 
^f  Исте величине као 'double' на многим имплементацијама.

### Комплексни бројеви
|                    | Integer | Једнострука тачност   | Двострука тачност                  | Пола и четвртна прецизност итд.         |
| ------------------ | ------- | --------------------- | ---------------------------------- | --------------------------------------- |
| Ада                | Н/Д     | Комплексан[b]         | Комплексан[b]                      | Комплексан[b]                           |
| ALGOL 68           | Н/Д     | compl                 | long compl etc.                    | short compl etc. & long long compl etc. |
| C (C99)            | Н/Д     | децимални комплексан  | двоструко комплексан               | Н/Д                                     |
| C++ (STL)          | Н/Д     | std::complex<float>   | std::complex<double>               | Н/Д                                     |
| C#                 | Н/Д     | Н/Д                   | System.Numerics.Complex (.Net 4.0) | Н/Д                                     |
| Java               | Н/Д     | Н/Д                   | Н/Д                                | Н/Д                                     |
| Гоу                | Н/Д     | complex64             | complex128                         | Н/Д                                     |
| D                  | Н/Д     | cfloat                | cdouble                            | Н/Д                                     |
| Objective-C        | Н/Д     | Н/Д                   | Н/Д                                | Н/Д                                     |
| Common Lisp        |         |                       |                                    | Н/Д                                     |
| Шема               |         |                       |                                    | Н/Д                                     |
| Паскал             | Н/Д     | Н/Д                   |                                    | Н/Д                                     |
| Visual Basic       | Н/Д     | Н/Д                   |                                    | Н/Д                                     |
| Visual Basic .NET  | Н/Д     | Н/Д                   | System.Numerics.Complex (.Net 4.0) | Н/Д                                     |
| Перл               |         |                       | Math::Complex                      |                                         |
| Перл 6             |         | complex64             | complex128                         | Complex                                 |
| Пајтон             |         |                       | complex                            | Н/Д                                     |
| JavaScript         | Н/Д     | Н/Д                   |                                    | Н/Д                                     |
| S-Lang             | Н/Д     | Н/Д                   |                                    | Н/Д                                     |
| Фортран            |         | COMPLEX(KIND = n)[a]  | COMPLEX(KIND = n)[a]               | Н/Д                                     |
| Руби               | Complex | Н/Д                   | Complex                            | Н/Д                                     |
| Скала              | Н/Д     | Н/Д                   | Н/Д                                | Н/Д                                     |
| Seed7              | Н/Д     | Н/Д                   | complex                            | Н/Д                                     |
| Smalltalk          | Complex | Complex               | Complex                            | Н/Д                                     |
| Windows PowerShell | Н/Д     | Н/Д                   |                                    | Н/Д                                     |
| OCaml              | Н/Д     | Н/Д                   | Complex.t                          | Н/Д                                     |
| F#                 |         |                       | System.Numerics.Complex (.Net 4.0) | Н/Д                                     |
| Standard ML        | Н/Д     | Н/Д                   | Н/Д                                | Н/Д                                     |
| Haskell (GHC)      | Н/Д     | Complex.Complex Float | Complex.Complex Double             | Н/Д                                     |
| Ајфел              | Н/Д     | Н/Д                   | Н/Д                                | Н/Д                                     |
| КОБОЛ              | Н/Д     | Н/Д                   | Н/Д                                | Н/Д                                     |
| Mathematica        | Complex | Н/Д                   | Н/Д                                | Complex                                 |

^a  Вредност "n" је обезбеђена SELECTED_REAL_KIND унутрашњом функцијом.
^b  Општи тип који се може инстанцирати са било којим базним флоат типом.

### Остале врсте баријабли
|                        | Текст              | Текст                                      | Булов тип података                       | Набрајање                                                                    | Објекат/Универзални        |
| Знак                   | Ниска[a]           |                                            | Булов тип података                       | Набрајање                                                                    | Објекат/Универзални        |
| ---------------------- | ------------------ | ------------------------------------------ | ---------------------------------------- | ---------------------------------------------------------------------------- | -------------------------- |
| Ада                    | Character          | String & Bounded_String & Unbounded_String | Boolean                                  | (item1, item2, ...)                                                          | tagged null record         |
| ALGOL 68               | char               | string & bytes                             | bool & bits                              | Н/Д - User defined                                                           | Н/Д                        |
| C (C99)                | char wchar_t       | Н/Д                                        | bool[b]                                  | enum «name» {item1, item2, ... };                                            | void *                     |
| C++ (STL)              | char wchar_t       | «std::»string                              | bool[b]                                  | enum «name» {item1, item2, ... };                                            | void *                     |
| Objective-C            | unichar            | NSString *                                 | BOOL                                     | enum «name» {item1, item2, ... };                                            | id                         |
| C#                     | char               | string                                     | bool                                     | enum name {item1, item2, ... }                                               | object                     |
| Java                   | char               | String                                     | boolean                                  | enum name {item1, item2, ... }                                               | Object                     |
| Гоу                    | byte rune          | string                                     | bool                                     | const (item1 = iota item2 ... )                                              | interface{}                |
| Swift                  | Character          | String                                     | Bool                                     | enum name { case item1, item2, ... }                                         | Any                        |
| D                      | char               | string                                     | bool                                     | enum name {item1, item2, ... }                                               | std.variant.Variant        |
| Common Lisp            |                    |                                            |                                          |                                                                              |                            |
| Шема                   |                    |                                            |                                          |                                                                              |                            |
| ISLISP                 |                    |                                            |                                          |                                                                              |                            |
| Паскал (ISO)           | char               | Н/Д                                        | boolean                                  | (item1, item2, ...)                                                          | Н/Д                        |
| Објекат Паскал (Делфи) | char               | string                                     | boolean                                  | (item1, item2, ...)                                                          | variant                    |
| Visual Basic           | Н/Д                | String                                     | Boolean                                  | Enum name item1 item2 ... End Enum                                           | Variant                    |
| Visual Basic .NET      | Char               | String                                     | Boolean                                  | Enum name item1 item2 ... End Enum                                           | Object                     |
| Xojo                   | Н/Д                | String                                     | Boolean                                  | Enum name item1 item2 ... End Enum                                           | Object or Variant          |
| Пајтон                 | Н/Д[d]             | str                                        | bool                                     |                                                                              | object                     |
| JavaScript             | Н/Д[d]             | String                                     | Boolean                                  |                                                                              | Object                     |
| S-Lang                 |                    |                                            |                                          |                                                                              |                            |
| Фортран                | CHARACTER(LEN = *) | CHARACTER(LEN = :), allocatable            | LOGICAL(KIND = n)[f]                     |                                                                              | CLASS(*)                   |
| PHP                    | Н/Д[d]             | string                                     | bool                                     |                                                                              | (type declaration omitted) |
| Перл                   | Н/Д[d]             |                                            |                                          |                                                                              | УНИВЕРЗАЛНИ                |
| Перл 6                 | Char               | Str                                        | Bool                                     | enum name <item1 item2 ...> or enum name <<:item1(value) :item2(value) ...>> | Mu                         |
| Руби                   | Н/Д[d]             | String                                     | Object[c]                                |                                                                              | Object                     |
| Скала                  | Char               | String                                     | Boolean                                  | object name extends Enumeration {val item1, item2, ... = Value}              | Any                        |
| Seed7                  | char               | string                                     | boolean                                  | const type: name is new enum item1, item2, ... end enum;                     |                            |
| Windows PowerShell     |                    |                                            |                                          |                                                                              |                            |
| OCaml                  | char               | string                                     | bool                                     | Н/Д[e]                                                                       | Н/Д                        |
| F#                     | char               | string                                     | bool                                     | type name = item1 = value \| item2 = value \| ...                            | obj                        |
| Standard ML            | char               | string                                     | bool                                     | Н/Д[e]                                                                       | Н/Д                        |
| Haskell (GHC)          | Char               | String                                     | Bool                                     | Н/Д[e]                                                                       | Н/Д                        |
| Ајфел                  | CHARACTER          | STRING                                     | BOOLEAN                                  | Н/Д                                                                          | ANY                        |
| КОБОЛ                  | PIC X              | PIC X(string length) or PIC X«X...»        | PIC 1«(number of digits)» or PIC 1«1...» | Н/Д                                                                          | OBJECT REFERENCE           |
| Mathematica            | Н/Д[d]             | String                                     |                                          |                                                                              | Н/Д                        |

^a  конкретно, управља низовима произвољне дужине аутоматски. 

^b  Овај језик представља булеан као цео број где лажно представља вредност од нуле и истину од не-нула вредности.

^c  Све вредности су или тачне или нетачне. Све TrueClass једнакости тачности и све FalseClass једнакости нетачности. 

^d  Овај језик нема посебан тип знакова. Знакови су представљени као стрингови дужине 1.

^e  Набрајања на овом језику су алгебарске врсте само са нулари конструкторима 

^f  Вредност "n" је обезбеђена SELECTED_INT_KIND унутрашњом функцијом.

## Изведене врсте

### Низ
|                         | Фиксна величина низа                                                     | Фиксна величина низа | динамичка величина низа                                                       | динамичка величина низа                                                                           |  |
| једнодимензионални низ  | вишедимензионални низ                                                    | једнодимензионални низ | вишедимензионални низ                                                         |                                                                                                   |  |
| ----------------------- | ------------------------------------------------------------------------ | --- | ----------------------------------------------------------------------------- | ------------------------------------------------------------------------------------------------- |  |
| Ада                     | array (<first> .. <last>) of <type> or array (<discrete_type>) of <type> | array (<first1> .. <last1>, <first2> .. <last2>, ...) of <type> or array (<discrete_type1>, <discrete_type2>, ...) of <type> | array (<discrete_type> range <>) of <type>                                    | array (<discrete_type1> range <>, <discrete_type2> range <>, ...) of <type>                       |  |
| ALGOL 68                | [first:last]«modename» or simply: [size]«modename»                       | [first1:last1, first2:last2]«modename» or [first1:last1][first2:last2]«modename» etc.                                        | flex[first:last]«modename» or simply: flex[size]«modename»                    | flex[first1:last1, first2:last2]«modename» or flex[first1:last1]flex[first2:last2]«modename» etc. |  |
| C (C99)                 | type name[size][a]                                                       | type name[size1][size2][a]                                                                                                   | type *name or within a block: int n = ...; type name[n]                       |                                                                                                   |  |
| C++ (STL)               | «std::»array<type, size>(C++11)                                          | | «std::»vector<type>                                                           | «std::»vector<type>                                                                               |  |
| C#                      | type[]                                                                   | type[,,...] | System.Collections.ArrayList or System.Collections.Generic.List<type>         |                                                                                                   |  |
| Java                    | type[][b]                                                                | type[][]...[b] | ArrayList or ArrayList<type>                                                  |                                                                                                   |  |
| D                       | type[size]                                                               | type[size1][size2] | type[]                                                                        |                                                                                                   |  |
| Гоу                     | [size]type                                                               | [size1][size2]...type | []type                                                                        | [][]type                                                                                          |  |
| Swift                   |                                                                          | | [type] or Array<type>                                                         | [[type]] or Array<Array<type>>                                                                    |  |
| Objective-C             | NSArray                                                                  | | NSMutableArray                                                                |                                                                                                   |  |
| JavaScript              | Н/Д                                                                      | Н/Д | Array[d]                                                                      | Array[d]                                                                                          |  |
| Common Lisp             |                                                                          | |                                                                               |                                                                                                   |  |
| Шема                    |                                                                          | |                                                                               |                                                                                                   |  |
| ISLISP                  |                                                                          | |                                                                               |                                                                                                   |  |
| Паскал                  | array[first..last] of type[c]                                            | array[first1..last1] of array[first2..last2] ... of type [c] or array[first1..last1, first2..last2, ...] of type [c]         | Н/Д                                                                           | Н/Д                                                                                               |  |
| Објекат Паскал (Delphi) | array[first..last] of type[c]                                            | array[first1..last1] of array[first2..last2] ... of type [c] or array[first1..last1, first2..last2, ...] of type [c]         | array of type                                                                 | array of array ... of type                                                                        |  |
| Visual Basic            |                                                                          | |                                                                               |                                                                                                   |  |
| Visual Basic .NET       |                                                                          | | System.Collections.ArrayList or System.Collections.Generic.List(Of type)      |                                                                                                   |  |
| Пајтон                  |                                                                          | | list                                                                          |                                                                                                   |  |
| S-Lang                  |                                                                          | |                                                                               |                                                                                                   |  |
| Фортран                 | type :: name(size)                                                       | type :: name(size1, size2,...)                                                                                               | type, ALLOCATABLE :: name(:)                                                  | type, ALLOCATABLE :: name(:,:,...)                                                                |  |
| PHP                     |                                                                          | | array                                                                         |                                                                                                   |  |
| Перл                    |                                                                          | |                                                                               |                                                                                                   |  |
| Перл 6                  |                                                                          | | Array[type] or Array of type                                                  |                                                                                                   |  |
| Руби                    |                                                                          | | Array                                                                         |                                                                                                   |  |
| Скала                   | Array[type]                                                              | Array[...[Array[type]]...]                                                                                                   | ArrayBuffer[type]                                                             |                                                                                                   |  |
| Seed7                   | array type or array [idxType] type                                       | array array type or array [idxType] array [idxType] type                                                                     | array type or array [idxType] type                                            | array array type or array [idxType] array [idxType] type                                          |  |
| Smalltalk               | Array                                                                    | | OrderedCollection                                                             |                                                                                                   |  |
| Windows PowerShell      | type[]                                                                   | type[,,...] |                                                                               |                                                                                                   |  |
| OCaml                   | type array                                                               | type array ... array |                                                                               |                                                                                                   |  |
| F#                      | type [] or type array                                                    | type [,,...] | System.Collections.ArrayList or System.Collections.Generic.List<type>         |                                                                                                   |  |
| Standard ML             | type vector or type array                                                | |                                                                               |                                                                                                   |  |
| Haskell (GHC)           |                                                                          | |                                                                               |                                                                                                   |  |
| КОБОЛ                   | level-number type OCCURS size «TIMES».                                   | one-dimensional array definition...                                                                                          | level-number type OCCURS min-size TO max-size «TIMES» DEPENDING «ON» size.[e] | Н/Д                                                                                               |  |

^a  У већини израза (осим sizeof и & оператора), вредности низа типа у C се аутоматски претварају у показивача свог првог аргумента.

^b  C-like "type x[]"ради у Java, како год "type[] x" је пожељан облик низа декларације. 

^c  Subranges се користи за дефинисање границе низа.

^d  JavaScript низови су посебна врста објекта. 

^e  The DEPENDING ON услов у COBOL не ствара за "тачну" променљиву дужине низа и увек ће издвојити максималну величину низа.

### Други типови
|                    | Једносложни типови | Једносложни типови                                  | Алгебарски типови података | Веза |
| Запис              | Листа |                                                     | Алгебарски типови података | Веза |
| ------------------ | --- | --------------------------------------------------- | --- | --- |
| Ада                | type identifier is «abstract» «tagged» «limited» [record fieldname1 : type; fieldname2 : type;... end record \| null record] | Н/Д                                                 | Any combination of records, unions and enumerations (as well as references to those, enabling recursive types). | type identifier (variation : discrete_type) is record case variation is when choice_list1 => fieldname1 : type; ... when choice_list2 => fieldname2 : type; ... end case;end record |
| ALGOL 68           | struct (modename «fieldname», ...);                                                                                          | Required types and operators can be user defined    | Required types and operators can be user defined | union (modename, ...); |
| C (C99)            | struct «name» {type name;...};                                                                                               | Н/Д                                                 | Н/Д | union {type name;...}; |
| Objective-C        | struct «name» {type name;...};                                                                                               | Н/Д                                                 | Н/Д | union {type name;...}; |
| C++                | struct «name» {type name;...};[b]                                                                                            | «std::»tuple<type1..typen>                          | Н/Д | union {type name;...}; |
| C#                 | struct name {type name;...}                                                                                                  |                                                     | | Н/Д |
| Java               | Н/Д[a] |                                                     | | Н/Д |
| JavaScript         | | Н/Д                                                 | | Н/Д |
| D                  | struct name {type name;...}                                                                                                  |                                                     | std.variant.Algebraic!(type,...) | union {type name;...} |
| Гоу                | struct {«name» type ...} |                                                     | | |
| Swift              | struct name {var name «: type» ...}                                                                                          | («name1:» val1, «name2:» val2, «name3:» val3, ... ) | enum name { case Foo«(types)» case Bar «(types)» ... } | |
| Common Lisp        | | (cons val1 val2)[c]                                 | | |
| Scheme             | Н/Д | (cons val1 val2)[c]                                 | | |
| ISLISP             | | (cons val1 val2)[c]                                 | | |
| Паскал             | recordname: type; ...end | Н/Д                                                 | Н/Д | recordcase type of value: (types); ...end |
| Visual Basic       | |                                                     | | |
| Visual Basic .NET  | Structure name Dim name As type ... End Structure                                                                            |                                                     | | |
| Пајтон             | Н/Д[a] | «(»val1, val2, val3, ... «)»                        | | Н/Д |
| S-Lang             | struct {name [=value], ...}                                                                                                  |                                                     | | |
| Фортран            | TYPE name type :: name ... END TYPE                                                                                          |                                                     | | |
| PHP                | Н/Д[a] |                                                     | | |
| Перл               | Н/Д[d] |                                                     | | Н/Д |
| Перл 6             | Н/Д[a] |                                                     | | Н/Д |
| Руби               | OpenStruct.new({:name => value})                                                                                             |                                                     | | Н/Д |
| Скала              | case class name(«var» name: type, ...)                                                                                       | (val1, val2, val3, ... )                            | abstract class name case class Foo(«parameters») extends name case class Bar(«parameters») extends name ... or abstract class name case object Foo extends name case object Bar extends name ... or combination of case classes and case objects | |
| Windows PowerShell | |                                                     | | |
| OCaml              | type name = {«mutable» name : type;...}                                                                                      | «(»val1, val2, val3, ... «)»                        | type name = Foo «of type» \| Bar «of type» \| ... | Н/Д |
| F#                 | type name = {«mutable» name : type;...}                                                                                      | «(»val1, val2, val3, ... «)»                        | type name = Foo «of type» \| Bar «of type» \| ... | Н/Д |
| Standard ML        | type name = {name : type,...}                                                                                                | (val1, val2, val3, ... )                            | datatype name = Foo «of type» \| Bar «of type» \| ... | Н/Д |
| Haskell            | data Name = Constr {name :: type,...}                                                                                        | (val1, val2, val3, ... )                            | data Name = Foo «types» \| Bar «types» \| ... | Н/Д |
| КОБОЛ              | level-number name type clauses. level-number+n name type clauses. ...                                                        | Н/Д                                                 | Н/Д | name REDEFINES variable type. |

^a  Подржане су само класе.

^b  structs У C++ СУ заправо класе, али су подразумеване у јавности и такође ПОД објекти. C++11 је додатно проширен, како би настало деловање идентичног ПОД објекта у многим случајевима 
^c  Само пар

^d  Иако Перл нема евиденцију, јер је тип система који омогућава различите врсте података у низу, "hashes" (асоцијативни низови) немају променљиви индекс који ће ефикасно бити исти као и евиденције.

^e  Набрајања на овом језику су алгебарске врсте са само нулари конструкторима

## Варијабиле и константе декларације
|                    | варијабле | константе                                                | тип синонима                                 |
| ------------------ | --- | -------------------------------------------------------- | -------------------------------------------- |
| Ада                | identifier : type «:= initial_value»[e]                                                                         | identifier : constant type := final_value                | subtype identifier is type                   |
| ALGOL 68           | modename name «:= initial_value»;                                                                               | modename name = value;                                   | mode synonym = modename;                     |
| C (C99)            | type name «= initial_value»;                                                                                    | enum{ name = value };                                    | typedef type synonym;                        |
| Objective-C        | type name «= initial_value»;                                                                                    | enum{ name = value };                                    | typedef type synonym;                        |
| C++                | type name «= initial_value»;                                                                                    | const type name = value;                                 | typedef type synonym;                        |
| C#                 | type name «= initial_value»; or var name = value;                                                               | const type name = value; or readonly type name = value;  | using synonym = type;                        |
| D                  | type name «= initial_value»; or auto name = value;                                                              | const type name = value; or immutable type name = value; | alias type synonym;                          |
| Java               | type name «= initial_value»;                                                                                    | final type name = value;                                 | Н/Д                                          |
| JavaScript         | var name «= initial_value»;                                                                                     | const name = value;                                      | Н/Д                                          |
| Гоу                | var name type «= initial_value» or name := initial_value                                                        | const name «type» = value                                | type synonym type                            |
| Swift              | var name «: type» «= initial_value»                                                                             | let name «: type» = value                                | typealias synonym = type                     |
| Common Lisp        | (defparameter name initial_value) or (defvar name initial_value) or (setf (symbol-value 'symbol) initial_value) | (defconstant name value)                                 | (deftype synonym () 'type)                   |
| Шема               | (define name initial_value)                                                                                     |                                                          |                                              |
| ISLISP             | (defglobal name initial_value) or (defdynamic name initial_value)                                               | (defconstant name value)                                 | Н/Д                                          |
| Pascal[a]          | name: type «= initial_value»                                                                                    | name = value                                             | synonym = type                               |
| Visual Basic       | Dim name As type                                                                                                | Const name As type = value                               |                                              |
| Visual Basic .NET  | Dim name As type«= initial_value»                                                                               | Const name As type = value                               | Imports synonym = type                       |
| Xojo               | Dim name As type«= initial_value»                                                                               | Const name As type = value                               | Н/Д                                          |
| Пајтон             | name = initial_value                                                                                            | Н/Д                                                      | synonym = type[b]                            |
| CoffeeScript       | name = initial_value                                                                                            | Н/Д                                                      | Н/Д                                          |
| S-Lang             | name = initial_value;                                                                                           |                                                          | typedef struct {...} typename                |
| Фортран            | type name | type, PARAMETER :: name = value                          |                                              |
| PHP                | $name = initial_value;                                                                                          | define("name", value); const name = value (5.3+)         | Н/Д                                          |
| Перл               | «my» $name «= initial_value»;[c]                                                                                | use constant name => value;                              | Н/Д                                          |
| Перл 6             | «my «type»» $name «= initial_value»;[c]                                                                         | «my «type»» constant name = value;                       | ::synonym ::= type                           |
| Руби               | name = initial_value                                                                                            | Name = value                                             | synonym = type[b]                            |
| Скала              | var name«: type» = initial_value                                                                                | val name«: type» = value                                 | type synonym = type                          |
| Windows PowerShell | «[type]» $name = initial_value                                                                                  | Н/Д                                                      | Н/Д                                          |
| Bash shell         | name=initial_value                                                                                              | Н/Д                                                      | Н/Д                                          |
| OCaml              | let name «: type ref» = ref value[d]                                                                            | let name «: type» = value                                | type synonym = type                          |
| F#                 | let mutable name «: type» = value                                                                               | let name «: type» = value                                | type synonym = type                          |
| Standard ML        | val name «: type ref» = ref value[d]                                                                            | val name «: type» = value                                | type synonym = type                          |
| Haskell            | | «name::type;» name = value                               | type Synonym = type                          |
| Forth              | VARIABLE name (in some systems use value VARIABLE name instead)                                                 | value CONSTANT name                                      |                                              |
| КОБОЛ              | level-number name type clauses.                                                                                 | «0»1 name CONSTANT «AS» value.                           | level-number name type clauses «IS» TYPEDEF. |
| Mathematica        | name=initialvalue                                                                                               | Н/Д                                                      | Н/Д                                          |

^a  Паскал има декларацију блокова.

^b Типови су само редовни објекти, тако да можете само да их доделите.

^c  У Перлу, "my" кључна реч сцопес је променљива у блоку.

^d  Технички, то не изјашњава  име  да буде променљива променљива у МЛ, сви називи могу бити везани само једном; уместо тога, он изјављује  име  до тачке на структури "референтног" податка, која је једноставна променљиво колона. Структура података се онда може читати и писати користећи ! и := операторе.

^[e] . Ако нема почетне вредности, основна вредност се аутоматски додељује (коју ће изазвати Рун-тиме изузетак ако се користи пре него што важи вредност која је додељена). Иако се овакво понашање може потиснути препоручљиво је у интересу предвидљивости. Ако нема неважећих вредности може се наћи за тип (на пример у случају несметано типа интегер), ваљана, али предвидљива вредност је изабрана уместо тога.

## Управљање током

### Условниискази
|                         | ако | ако и само ако | switch искази | условни искази |
| ----------------------- | --- | --- | --- | --- |
| Ада                     | if condition then statements «else statements» end if                                                                         | if condition1 then statements elsif condition2 then statements... «else statements» end if                                                                                                  | case expression iswhen value_list1 => statementswhen value_list2 => statements...«when others => statements» end case                           | (if condition1 then expression1 «elsif condition2 then expression2» ... else expressionn) (case expression is when value_list1 => expression1when value_list2 => expression2 ... «when others => expressionn» ) |
| Seed7                   | if condition then statements «else statements» end if                                                                         | if condition1 then statements elsif condition2 then statements... «else statements» end if                                                                                                  | case expression of when set1 : statements ... «otherwise: statements» end case                                                                  | |
| Modula-2                | if condition then statements «else statements» end                                                                            | if condition1 then statements elsif condition2 then statements... «else statements» end | case expression of caseLabelList : statements \| ... «else statements» end                                                                      | |
| ALGOL 68 & "brief form" | if condition then statements «else statements» fi                                                                             | if condition then statements elif condition then statements fi | case switch in statements, statements«,... out statements» esac                                                                                 | ( condition \| valueIfTrue \| valueIfFalse ) |
| ALGOL 68 & "brief form" | ( condition \| statements «\| statements» )                                                                                   | ( condition \| statements \|: condition \| statements ) | ( variable \| statements,... «\| statements» )                                                                                                  | ( condition \| valueIfTrue \| valueIfFalse ) |
| C (C99)                 | if (condition) {instructions} «else {instructions}»                                                                           | if (condition) {instructions} else if (condition) {instructions} ... «else {instructions}»                                                                                                  | switch (variable) {case case1: instructions «break;» ... «default: instructions»}                                                               | condition ? valueIfTrue : valueIfFalse |
| Objective-C             | if (condition) {instructions} «else {instructions}»                                                                           | if (condition) {instructions} else if (condition) {instructions} ... «else {instructions}»                                                                                                  | switch (variable) {case case1: instructions «break;» ... «default: instructions»}                                                               | condition ? valueIfTrue : valueIfFalse |
| C++ (STL)               | if (condition) {instructions} «else {instructions}»                                                                           | if (condition) {instructions} else if (condition) {instructions} ... «else {instructions}»                                                                                                  | switch (variable) {case case1: instructions «break;» ... «default: instructions»}                                                               | condition ? valueIfTrue : valueIfFalse |
| D                       | if (condition) {instructions} «else {instructions}»                                                                           | if (condition) {instructions} else if (condition) {instructions} ... «else {instructions}»                                                                                                  | switch (variable) {case case1: instructions «break;» ... «default: instructions»}                                                               | condition ? valueIfTrue : valueIfFalse |
| Java                    | if (condition) {instructions} «else {instructions}»                                                                           | if (condition) {instructions} else if (condition) {instructions} ... «else {instructions}»                                                                                                  | switch (variable) {case case1: instructions «break;» ... «default: instructions»}                                                               | condition ? valueIfTrue : valueIfFalse |
| JavaScript              | if (condition) {instructions} «else {instructions}»                                                                           | if (condition) {instructions} else if (condition) {instructions} ... «else {instructions}»                                                                                                  | switch (variable) {case case1: instructions «break;» ... «default: instructions»}                                                               | condition ? valueIfTrue : valueIfFalse |
| PHP                     | if (condition) {instructions} «else {instructions}»                                                                           | if (condition) {instructions} else if (condition) {instructions} ... «else {instructions}»                                                                                                  | switch (variable) {case case1: instructions «break;» ... «default: instructions»}                                                               | condition ? valueIfTrue : valueIfFalse |
| C#                      | if (condition) {instructions} «else {instructions}»                                                                           | if (condition) {instructions} else if (condition) {instructions} ... «else {instructions}»                                                                                                  | switch (variable) {case case1: instructions; «jump statement;» ... «default: instructions; «jump statement;»» }                                 | condition ? valueIfTrue : valueIfFalse |
| Windows PowerShell      | if (condition) {instructions} «else {instructions}»                                                                           | if (condition) { instructions } elseif (condition) { instructions } ... «else { instructions }»                                                                                             | switch (variable) { case1 { instructions «break;» } ... «default { instructions }»}                                                             | |
| Go                      | if condition {instructions} «else {instructions}»                                                                             | if condition {instructions} else if condition {instructions} ... «else {instructions}» or switch {case condition: instructions ... «default: instructions»}                                 | switch variable {case case1: instructions ... «default: instructions»}                                                                          | |
| Swift                   | if condition {instructions} «else {instructions}»                                                                             | if condition {instructions} else if condition {instructions} ... «else {instructions}» | switch variable {case case1: instructions ... «default: instructions»}                                                                          | |
| Перл                    | if (condition) {instructions} «else {instructions}» or unless (notcondition) {instructions} «else {instructions}»             | if (condition) {instructions} elsif (condition) {instructions} ... «else {instructions}» or unless (notcondition) {instructions} elsif (condition) {instructions} ... «else {instructions}» | use feature "switch"; ... given (variable) {when (case1) { instructions } ... «default { instructions }»}                                       | condition ? valueIfTrue : valueIfFalse |
| Перл 6                  | if condition {instructions} «else {instructions}» or unless notcondition {instructions}                                       | if condition {instructions} elsif condition {instructions} ... «else {instructions} | given variable {when case1 { instructions } ... «default { instructions }»}                                                                     | condition ?? valueIfTrue !! valueIfFalse |
| Руби                    | if condition instructions «else instructions»                                                                                 | if condition instructions elsif condition instructions ... «else instructions» end | case variable when case1 instructions ... «elseinstructions»end                                                                                 | condition ? valueIfTrue : valueIfFalse |
| Скала                   | if (condition) {instructions} «else {instructions}»                                                                           | if (condition) {instructions} else if (condition) {instructions} ... «else {instructions}»                                                                                                  | expression match {case pattern1 => expression case pattern2 => expression ... «case _ => expression»}[b]                                        | if (condition) valueIfTrue else valueIfFalse |
| Smalltalk               | condition ifTrue: trueBlock «ifFalse: falseBlock» end                                                                         | | | condition ifTrue: trueBlock ifFalse: falseBlock |
| Common Lisp             | (when condition instructions) or (unless condition instructions) or (if condition (progn instructions)«(progn instructions)») | (cond (condition1 instructions) (condition2 instructions)...«(t instructions)») | (case expression(case1 instructions)(case2 instructions)...«(otherwise instructions)»)                                                          | (if condition valueIfTrue valueIfFalse) |
| Шема                    | (when conditioninstructions) or (if condition (begin instructions) «(begin instructions)»)                                    | (cond (condition1 instructions) (condition2 instructions) ... «(else instructions)») | (case (variable) ((case1) instructions) ((case2) instructions) ... «(else instructions)»)                                                       | (if condition valueIfTrue valueIfFalse) |
| ISLISP                  | (if condition (progn instructions)«(progn instructions)»)                                                                     | (cond (condition1 instructions) (condition2 instructions)...«(t instructions)») | (case expression(case1 instructions)(case2 instructions)...«(t instructions)»)                                                                  | (if condition valueIfTrue valueIfFalse) |
| Паскал                  | if condition then begin instructions end «else begininstructionsend»[c]                                                       | if condition then begin instructions end else if condition then begininstructions end ... «else begininstructions end»[c]                                                                   | case variable of case1: instructions ... «else: instructions»end[c]                                                                             | |
| Visual Basic            | If condition Then instructions «Else instructions»End If                                                                      | If condition Then instructions ElseIf condition Then instructions ... «Else instructions»End If                                                                                             | Select Case variable Case case1 instructions ... «Case Else instructions» End Select                                                            | IIf(condition, valueIfTrue, valueIfFalse) |
| Visual Basic .NET       | If condition Then instructions «Else instructions»End If                                                                      | If condition Then instructions ElseIf condition Then instructions ... «Else instructions»End If                                                                                             | Select Case variable Case case1 instructions ... «Case Else instructions» End Select                                                            | If(condition, valueIfTrue, valueIfFalse) |
| Xojo                    | If condition Then instructions «Else instructions»End If                                                                      | If condition Then instructions ElseIf condition Then instructions ... «Else instructions»End If                                                                                             | Select Case variable Case case1 instructions ... «Case Else instructions» End Select                                                            | If(condition, valueIfTrue, valueIfFalse) |
| Пајтон [a]              | if condition : Tab ↹ instructions «else: Tab ↹ instructions»                                                                  | if condition : Tab ↹ instructions elif condition : Tab ↹ instructions ... «else: Tab ↹ instructions»                                                                                        | | valueIfTrue if condition else valueIfFalse (Python 2.5+) |
| S-Lang                  | if (condition) { instructions } «else { instructions }»                                                                       | if (condition) { instructions } else if (condition) { instructions } ... «else { instructions }»                                                                                            | switch (variable) { case case1: instructions } { case case2: instructions } ...                                                                 | |
| Фортран                 | IF (condition) THEN instructions ELSE instructions ENDIF                                                                      | IF (condition) THEN instructions ELSEIF (condition) THEN instructions ... ELSE instructions ENDIF                                                                                           | SELECT CASE(variable) CASE (case1) instructions ... CASE DEFAULT instructions END SELECT                                                        | |
| Forth                   | condition IF instructions « ELSE instructions» THEN                                                                           | condition IF instructions ELSE condition IF instructions THEN THEN | value CASE case OF instructions ENDOF case OF instructions ENDOF default instructions ENDCASE                                                   | condition IF valueIfTrue ELSE valueIfFalse THEN |
| OCaml                   | if condition then begin instructions end «else begin instructions end»                                                        | if condition then begin instructions end else if condition then begin instructions end ... «else begin instructions end»                                                                    | match value with pattern1 -> expression \| pattern2 -> expression ... «\| _ -> expression»[b]                                                   | if condition then valueIfTrue else valueIfFalse |
| F#                      | if condition then Tab ↹ instructions «else Tab ↹ instructions»                                                                | if condition then Tab ↹ instructions elif condition then Tab ↹ instructions ... «else Tab ↹ instructions»                                                                                   | match value with pattern1 -> expression \| pattern2 -> expression ... «\| _ -> expression»[b]                                                   | if condition then valueIfTrue else valueIfFalse |
| Standard ML             | if condition then «(»instructions «)» else «(» instructions «)»                                                               | if condition then «(»instructions «)» else if condition then «(» instructions «)» ... else «(» instructions «)»                                                                             | case value ofpattern1 => expression \| pattern2 => expression ... «\| _ => expression»[b]                                                       | if condition then valueIfTrue else valueIfFalse |
| Haskell (GHC)           | if condition then expression else expression or when condition (do instructions) or unless notcondition (do instructions)     | result \| condition = expression \| condition = expression \| otherwise = expression | case value of {pattern1 -> expression; pattern2 ->expression; ... «_ -> expression»}[b]                                                         | if condition then valueIfTrue else valueIfFalse |
| Bash shell              | if condition-command; then expression «else expression» fi                                                                    | if condition-command; then expression elif condition-command; then expression «else expression» fi                                                                                          | case "$variable" in "$condition1" ) command... "$condition2" ) command... esac                                                                  | |
| CoffeeScript            | if condition then expression «else expression»                                                                                | if condition then expression else if condition then expression «else expression» | switch expression when condition then expression else expression                                                                                | All conditions are expressions |
| CoffeeScript            | if condition expression «else expression»                                                                                     | if condition expression else if condition expression «else expression» | switch expression when condition then expression else expression                                                                                | All conditions are expressions |
| CoffeeScript            | expression if condition | unless condition expression else unless condition expression «else expression» | switch expression when condition expression «else expression»                                                                                   | All conditions are expressions |
| CoffeeScript            | unless condition expression «else expression»                                                                                 | unless condition expression else unless condition expression «else expression» | switch expression when condition expression «else expression»                                                                                   | All conditions are expressions |
| CoffeeScript            | expression unless condition                                                                                                   | unless condition expression else unless condition expression «else expression» | switch expression when condition expression «else expression»                                                                                   | All conditions are expressions |
| КОБОЛ                   | IF condition «THEN» expression «ELSE expression». [d]                                                                         | | EVALUATE expression «ALSO expression...» WHEN case-or-condition «ALSO case-or-condition...» expression ... «WHEN OTHER expression» END-EVALUATE | |
|                         | if | else if | select case | conditional expression |

^a  Једна инструкција може бити написана на истој линији након главног дела. Вишеструка упутства су груписана у блоку који почиње новим редом (увлачење је потребно). Условна исказна синтакса не прати ово правило.
^b  Ово је образац подударања и сличан је изабраном случају али не и исти. Обично се користи да деконструише алгебарски тип структуре.
^c  У језицима сличним Паскалу, запета није део изјаве. То је сепаратор између изјава, не терминатор.
^d  END-IF може да се користи уместо периода на крају.

### While изјаве
|                    | while                                                                                           | do while                                                                                | for i = first to last | foreach |
| ------------------ | ----------------------------------------------------------------------------------------------- | --------------------------------------------------------------------------------------- | --- | --- |
| Ада                | while condition loop statements end loop                                                        | loop statementsexit when not condition end loop                                         | for index in «reverse» [first .. last \| discrete_type] loop statements end loop                                                                                                  | for item of «reverse» iterator loop statements end loop (for [all \| some] [in \| of] [first .. last \| discrete_type \| iterator] => predicate)[b]                                                  |
| ALGOL 68           | «for index» «from first» «by increment» «to last» «while condition» do statements od            | «for index» «from first» «by increment» «to last» «while condition» do statements od    | «for index» «from first» «by increment» «to last» «while condition» do statements od                                                                                              | for key «to upb list» do «typename val=list[key];» statements od |
| ALGOL 68           | «while condition» do statements od                                                              | «while statements; condition» do statements od                                          | «for index» «from first» «by increment» «to last» do statements od | for key «to upb list» do «typename val=list[key];» statements od |
| C (C99)            | while (condition) { instructions }                                                              | do { instructions } while (condition)                                                   | for («type» i = first; i <= last; ++i) { instructions } | Н/Д |
| Objective-C        | while (condition) { instructions }                                                              | do { instructions } while (condition)                                                   | for («type» i = first; i <= last; ++i) { instructions } | for (type item in set) { instructions } |
| C++ (STL)          | while (condition) { instructions }                                                              | do { instructions } while (condition)                                                   | for («type» i = first; i <= last; ++i) { instructions } | «std::»for_each(start, end, function) (C++11) for (type item : set) { instructions } |
| C#                 | while (condition) { instructions }                                                              | do { instructions } while (condition)                                                   | for («type» i = first; i <= last; ++i) { instructions } | foreach (type item in set) { instructions } |
| Јава               | while (condition) { instructions }                                                              | do { instructions } while (condition)                                                   | for («type» i = first; i <= last; ++i) { instructions } | for (type item : set) { instructions } |
| JavaScript         | while (condition) { instructions }                                                              | do { instructions } while (condition)                                                   | for (var i = first; i <= last; i++) { instructions } | for (var index in set) { instructions } or for each (var item in set) { instructions } (JS 1.6+, deprecated) or for (var item of set) { instructions } (EcmaScript 6 proposal, supported in Firefox) |
| PHP                | while (condition) { instructions }                                                              | do { instructions } while (condition)                                                   | foreach (range(first, last) as $i) { instructions } or for ($i = first; $i <= last; $i++) { instructions }                                                                        | foreach (set as item) { instructions } or foreach (set as key => item) { instructions } |
| Windows PowerShell | while (condition) { instructions }                                                              | do { instructions } while (condition)                                                   | for ($i = first; $i -le last; $i++) { instructions } | foreach (item in set) { instructions using item } |
| D                  | while (condition) { instructions }                                                              | do { instructions } while (condition)                                                   | foreach (i; first ... last) { instructions } | foreach («type» item; set) { instructions } |
| Гоу                | for condition { instructions }                                                                  |                                                                                         | for i := first; i <= last; i++ { instructions } | for key, item := range set { instructions } |
| Swift              | while condition { instructions }                                                                | repeat { instructions } while condition (2.x) do { instructions } while condition (1.x) | for i = first ... last { instructions } or for i = first ..< last+1 { instructions } or for var i = first; i <= last; i++ { instructions }                                        | for item in set { instructions } |
| Перл               | while (condition) { instructions } or until (notcondition) { instructions }                     | do { instructions } while (condition) or do { instructions } until (notcondition)       | for«each» «$i» (first .. last) { instructions } or for ($i = first; $i <= last; $i++) { instructions }                                                                            | for«each» «$item» (set) { instructions } |
| Перл 6             | while condition { instructions } or until notcondition { instructions }                         | repeat { instructions } while condition or repeat { instructions } until notcondition   | for first..last -> $i { instructions } or loop ($i = first; $i <=last; $i++) { instructions }                                                                                     | for set« -> $item» { instructions } |
| Руби               | while condition instructionsend or until notcondition instructions end                          | begin instructions end while condition or begin instructions end until notcondition     | for i in first..last instructions end or for i in first...last+1 instructions end or first.upto(last) { \|i\| instructions }                                                      | for item in set instructions end or set.each { \|item\| instructions } |
| Bash shell         | while condition ;doinstructionsdone or until notcondition ;doinstructions done                  | Н/Д                                                                                     | for ((i = first; i <= last; ++i)) ; do instructions done | for item in set ;doinstructions done |
| Скала              | while (condition) { instructions }                                                              | do { instructions } while (condition)                                                   | for (i <- first to last «by 1») { instructions } or first to last «by 1» foreach (i => { instructions })                                                                          | for (item <- set) { instructions } or set foreach (item => { instructions }) |
| Smalltalk          | conditionBlock whileTrue: loopBlock                                                             | loopBlock doWhile: conditionBlock                                                       | first to: last do: loopBlock | collection do: loopBlock |
| Common Lisp        | (loopwhile conditiondoinstructions) or (do () (notcondition)instructions)                       | (loopdoinstructionswhile condition)                                                     | (loopfor i from first to last «by 1»doinstructions) or (dotimes (i N)instructions) or (do ((i first (1+ i))) ((>= i last))instructions)                                           | (loopfor item in setdoinstructions) or (dolist (item set)instructions) or (mapc function list) or (map 'type function sequence)                                                                      |
| Шема               | (do () (notcondition) instructions) or (let loop () (if condition (begin instructions (loop)))) | (let loop () (instructions (if condition (loop))))                                      | (do ((i first (+ i 1))) ((>= i last)) instructions) or (let loop ((i first)) (if (< i last) (begin instructions (loop (+ i 1)))))                                                 | (for-each (lambda (item) instructions) list) |
| ISLISP             | (while condition instructions)                                                                  | (tagbody loop instructions (if condition (go loop))                                     | (for ((i first (+ i 1))) ((>= i last)) instructions) | (mapc (lambda (item) instructions) list) |
| Паскал             | while condition do begin instructions end                                                       | repeat instructions until notcondition;                                                 | for i := first «step 1» to last do begin instructions end;[a] | for item in set do ... |
| Visual Basic       | Do While condition instructionsLoop or Do Until notcondition instructionsLoop                   | Do instructions Loop While condition or Do instructions Loop Until notcondition         | For i = first To last «Step 1» instructions Next i | For Each item In set instructions Next item |
| Visual Basic .NET  | Do While condition instructionsLoop or Do Until notcondition instructionsLoop                   | Do instructions Loop While condition or Do instructions Loop Until notcondition         | For i «As type» = first To last «Step 1» instructionsNext i[a] | For Each item As type In set instructions Next item |
| Xojo               | While condition instructionsWend                                                                | Do Until notcondition instructionsLoop or Do instructions Loop Until notcondition       | For i «As type» = first To last «Step 1» instructionsNext i[a] | For Each item As type In set instructions Next item |
| Пајтон             | while condition : Tab ↹ instructions «else: Tab ↹ instructions»                                 | Н/Д                                                                                     | for i in range(first, last+1): Tab ↹ instructions «else: Tab ↹ instructions»(Python 3.x) for i in xrange(first, last+1): Tab ↹ instructions «else: Tab ↹instructions»(Python 2.x) | for item in set: Tab ↹ instructions «else: Tab ↹ instructions» |
| S-Lang             | while (condition) { instructions } «then optional-block»                                        | do { instructions } while (condition) «then optional-block»                             | for (i = first; i <= last; i++) { instructions } «then optional-block» | foreach item(set) «using (what)» { instructions } «then optional-block» |
| Фортран            | DO WHILE (condition) instructions ENDDO                                                         | DO instructions IF (condition) EXIT ENDDO                                               | DO I = first,last instructions ENDDO | Н/Д |
| Forth              | BEGIN « instructions » condition WHILE instructions REPEAT                                      | BEGIN instructions condition UNTIL                                                      | limit start DO instructions LOOP | Н/Д |
| OCaml              | while condition do instructions done                                                            | Н/Д                                                                                     | for i = first to last do instructions done | Array.iter (fun item -> instructions) array List.iter (fun item -> instructions) list |
| F#                 | while condition do Tab ↹ instructions                                                           | Н/Д                                                                                     | for i = first to last do Tab ↹ instructions | for item in set do Tab ↹ instructions or Seq.iter (fun item -> instructions) set |
| Standard ML        | while condition do ( instructions )                                                             | Н/Д                                                                                     | Н/Д | Array.app (fn item => instructions) array app (fn item => instructions) list |
| Haskell (GHC)      | Н/Д                                                                                             | Н/Д                                                                                     | Control.Monad.forM_ [first..last] (\i -> do instructions) | Control.Monad.forM_ list (\item -> do instructions) |
| Ајфел              | from setup until condition loop instructions end                                                | from setup until condition loop instructions end                                        | from setup until condition loop instructions end | from setup until condition loop instructions end |
| CoffeeScript       | while condition expression                                                                      | Н/Д                                                                                     | for i in [first..last] expression | for item in set expression |
| CoffeeScript       | expression while condition                                                                      | Н/Д                                                                                     | for i in [first..last] expression | for item in set expression |
| CoffeeScript       | while condition then expression                                                                 | Н/Д                                                                                     | for i in [first..last] expression | for item in set expression |
| CoffeeScript       | until condition expression                                                                      | Н/Д                                                                                     | for i in [first..last] expression | for item in set expression |
| CoffeeScript       | expression until condition                                                                      | Н/Д                                                                                     | for i in [first..last] then expression | for item in set then expression |
| CoffeeScript       | until condition then expression                                                                 | Н/Д                                                                                     | expression for i in [first..last] | expression for item in set |
| COBOL              | PERFORM procedure-1 «THROUGH procedure-2» ««WITH» TEST BEFORE» UNTIL condition[c]               | PERFORM procedure-1 «THROUGH procedure-2» «WITH» TEST AFTER UNTIL condition[c]          | PERFORM procedure-1 «THROUGH procedure-2» VARYING i FROM first BY increment UNTIL i > last[d]                                                                                     | Н/Д |
| COBOL              | PERFORM ««WITH» TEST BEFORE» UNTIL condition expression END-PERFORM                             | PERFORM «WITH» TEST AFTER UNTIL condition expression END-PERFORM                        | PERFORM VARYING i FROM first BY increment UNTIL i > last expression END-PERFORM[d]                                                                                                | Н/Д |

^a  "step n" се користи за промену интервал петље. Ako је "step" изостављен, онда интервал петља је 1.
^b  Овај спроводи универзални квантификатор ("за све" или "∀") као и егзистенцијални квантификатор ("постоји" или "∃").
^c  THRU се може користити уместо THROUGH.
^d  «IS» GREATER «THAN» се може користити уместо >.

### Изузеци
|                    | домашај                                                                    | опис | тврдња |
| ------------------ | -------------------------------------------------------------------------- | --- | --- |
| Ada                | raise exception_name «with string_expression»                              | beginstatementsexceptionwhen exception_list1 => statements;when exception_list2 => statements;... «when others => statements;»end[b] | pragma Assert («Check =>» boolean_expression ««Message =>» string_expression») [function \| procedure \| entry] withPre => boolean_expressionPost => boolean_expression any_type with Type_Invariant => boolean_expression |
| C (C99)            | longjmp(state, exception);                                                 | switch (setjmp(state)) { case 0: instructions break; case exception: instructions ... } | assert(condition); |
| C++                | throw exception;                                                           | try { instructions } catch «(exception)» { instructions } ... | assert(condition); |
| C#                 | throw exception;                                                           | try { instructions } catch «(exception)» { instructions } ... «finally { instructions }» | Debug.Assert(condition); |
| Java               | throw exception;                                                           | try { instructions } catch (exception) { instructions } ... «finally { instructions }» | assert condition; |
| JavaScript         | throw exception;                                                           | try { instructions } catch (exception) { instructions } «finally { instructions }» | ? |
| D                  | throw exception;                                                           | try { instructions } catch (exception) { instructions } ... «finally { instructions }» | assert(condition); |
| PHP                | throw exception;                                                           | try { instructions } catch (exception) { instructions } «finally { instructions }» | assert(condition); |
| S-Lang             | throw exception;                                                           | try { instructions } catch «exception» { instructions } ... «finally { instructions }» | ? |
| Windows PowerShell | throw exception;                                                           | trap «[exception]» { instructions } ... instructions or try { instructions } catch «[exception]» { instructions } ... «finally { instructions }» | [Debug]::Assert(condition) |
| Objective-C        | @throw exception;                                                          | @try { instructions } @catch (exception) { instructions } ... «@finally { instructions }» | NSAssert(condition, description); |
| Swift              | throw exception (2.x)                                                      | do { try expression ... instructions } catch exception { instructions } ... (2.x) | assert(condition«, description») |
| Перл               | die exception;                                                             | eval { instructions }; if ($@) { instructions } | ? |
| Перл 6             | die exception;                                                             | try { instructions CATCH { when exception { instructions } ...}} | ? |
| Руби               | raise exception                                                            | begin instructions rescue exception instructions... «else instructions» «ensure instructions» end | |
| Smalltalk          | exception raise                                                            | instructionBlock on: exception do: handlerBlock | assert: conditionBlock |
| Common Lisp        | (error "exception") or (error (make-conditiontypearguments))               | (handler-case(progn instructions)(exception instructions)...) or (handler-bind(condition (lambdainstructions«invoke-restart restart args»))...)[a] | (assert condition) or (assert condition«(place)«error»») or (check-type var type) |
| Шема (R6RS)        | (raise exception)                                                          | (guard (con (condition instructions) ...) instructions) | ? |
| ISLISP             | (error "error-string" objects) or (signal-condition condition continuable) | (with-handlerhandler form*) | ? |
| Паскал             | raise Exception.Create()                                                   | try Except on E: exception do begin instructions end; end; | ? |
| Visual Basic       | Err.Raise ERRORNUMBER                                                      | With New Try: On Error Resume Next OneInstruction .Catch: On Error GoTo 0: Select Case .Number Case ERRORNUMBER instructions End Select: End With '*** Try class *** Private mstrDescription As String Private mlngNumber As Long Public Sub Catch() mstrDescription = Err.Description mlngNumber = Err.Number End Sub Public Property Get Number() As Long Number = mlngNumber End Property Public Property Get Description() As String Description = mstrDescription End Property | Debug.Assert condition |
| Visual Basic .NET  | Throw exception                                                            | Try instructions Catch «exception» «When condition» instructions ... «Finally instructions» End Try | Debug.Assert(condition) |
| Xojo               | Raise exception                                                            | Try instructions Catch «exception»instructions ... «Finally instructions» End Try | Н/Д |
| Пајтон             | raise exception                                                            | try: Tab ↹ instructions except «exception»: Tab ↹ instructions ... «else: Tab ↹ instructions» «finally: Tab ↹ instructions» | assert condition |
| Фортран            | Н/Д                                                                        | Н/Д | Н/Д |
| Forth              | code THROW                                                                 | xt CATCH ( code or 0 ) | Н/Д |
| OCaml              | raise exception                                                            | try expression with pattern -> expression ... | assert condition |
| F#                 | raise exception                                                            | try expression with pattern -> expression ... or try expression finally expression | assert condition |
| Standard ML        | raise exception «arg»                                                      | expression handle pattern => expression ... | |
| Haskell (GHC)      | throw exception or throwError expression                                   | catch tryExpression catchExpression or catchError tryExpression catchExpression | assert condition expression |
| КОБОЛ              | RAISE «EXCEPTION» exception                                                | USE «AFTER» EXCEPTION OBJECT class-name. or USE «AFTER» EO class-name. or USE «AFTER» EXCEPTION CONDITION exception-name «FILE file-name». or USE «AFTER» EC exception-name «FILE file-name». | Н/Д |

^a  Common Lisp омогућује with-simple-restart, restart-case и restart-bind за дефинисање рестартовања за коришћење са invoke-restart. Услови неизузетака се могу изазвати применама да покажу кориснику да се мени рестартује пре него што одпочне.
^b  Безусловни изузеци су пропагирани у најдубља динамички прихватна извршења. Изузеци не пропагирају преко задатака (осим ако су ови задаци тренутно синхронизовани у састанцима).

### Остали извештаји управљања протоком
|                    | излаз блока (пауза)                                     | наставак                                       | Дугме                  | грана (гото)                                | враћа вредност из генератора |
| ------------------ | ------------------------------------------------------- | ---------------------------------------------- | ---------------------- | ------------------------------------------- | ---------------------------- |
| Ада                | exit «loop_name» «when condition»                       | Н/Д                                            | label:                 | goto label                                  | Н/Д                          |
| ALGOL 68           | value exit; ...                                         | do statements; skip exit; label: statements od | label: ...             | go to label; ... goto label; ... label; ... | yield(value) (Callback)      |
| C (C99)            | break;                                                  | continue;                                      | label:                 | goto label;                                 | Н/Д                          |
| Objective-C        | break;                                                  | continue;                                      | label:                 | goto label;                                 | Н/Д                          |
| C++ (STL)          | break;                                                  | continue;                                      | label:                 | goto label;                                 | Н/Д                          |
| D                  | break;                                                  | continue;                                      | label:                 | goto label;                                 | Н/Д                          |
| C#                 | break;                                                  | continue;                                      | label:                 | goto label;                                 | yield return value;          |
| Java               | break «label»;                                          | continue «label»;                              | label:                 | Н/Д                                         |                              |
| JavaScript         | break «label»;                                          | continue «label»;                              | label:                 | Н/Д                                         | yield value«;»               |
| PHP                | break «levels»;                                         | continue «levels»;                             | label:                 | goto label;                                 | yield «key =>» value;        |
| Перл               | last «label»;                                           | next «label»;                                  | label:                 | goto label;                                 |                              |
| Перл 6             | last «label»;                                           | next «label»;                                  | label:                 | goto label;                                 |                              |
| Гоу                | break «label»                                           | continue «label»                               | label:                 | goto label                                  |                              |
| Swift              | break «label»                                           | continue «label»                               | label:                 | Н/Д                                         |                              |
| Bash shell         | break «levels»                                          | continue «levels»                              | Н/Д                    | Н/Д                                         | Н/Д                          |
| Common Lisp        | (return) or (return-from block) or (loop-finish)        |                                                | (tagbody tag...tag...) | (go tag)                                    |                              |
| Шема               |                                                         |                                                |                        |                                             |                              |
| ISLISP             | (return-from block)                                     |                                                | (tagbody tag...tag...) | (go tag)                                    |                              |
| Паскал (ISO)       | Н/Д                                                     | Н/Д                                            | label:[a]              | goto label;                                 | Н/Д                          |
| Паскал (FPC)       | break;                                                  | continue;                                      | label:[a]              | goto label;                                 | Н/Д                          |
| Visual Basic       | Exit block                                              | Н/Д                                            | label:                 | GoTo label                                  | Н/Д                          |
| Visual Basic .NET  | Exit block                                              | Continue block                                 | label:                 | GoTo label                                  | Н/Д                          |
| Xojo               | Exit block                                              | Continue block                                 | label:                 | GoTo label                                  | Н/Д                          |
| Пајтон             | break                                                   | continue                                       | Н/Д                    | Н/Д                                         | yield value                  |
| RPG IV             | LEAVE;                                                  | ITER;                                          |                        |                                             |                              |
| S-Lang             | break;                                                  | continue;                                      |                        |                                             |                              |
| Фортран            | EXIT                                                    | CYCLE                                          | label[b]               | GOTO label                                  | Н/Д                          |
| Руби               | break                                                   | next                                           |                        |                                             |                              |
| Windows PowerShell | break «label»                                           | continue                                       |                        |                                             |                              |
| OCaml              | Н/Д                                                     | Н/Д                                            | Н/Д                    | Н/Д                                         |                              |
| F#                 | Н/Д                                                     | Н/Д                                            | Н/Д                    | Н/Д                                         |                              |
| Standard ML        | Н/Д                                                     | Н/Д                                            | Н/Д                    | Н/Д                                         |                              |
| Haskell (GHC)      | Н/Д                                                     | Н/Д                                            | Н/Д                    | Н/Д                                         |                              |
| КОБОЛ              | EXIT PERFORM or EXIT PARAGRAPH or EXIT SECTION or EXIT. | EXIT PERFORM CYCLE                             | label «SECTION».       | GO TO label                                 | Н/Д                          |
| Ya                 | break «from where»; f.e. break for switch;              | continue «to where»; f.e. continue for switch; | :label                 | goto :label;                                | Н/Д                          |

^a  Паскал има декларацију блокова.
^b  дугме мора бити број између 1 и 99999.

## Потпрограм
|                    | позивање функцијом                                               | основа/празнина функције | враћање вредности функције | потреба главни потпрограм |
| ------------------ | ---------------------------------------------------------------- | --- | --- | --- |
| Ада                | foo «(parameters)»                                               | procedure foo «(parameters)» is begin statements end foo | function foo «(parameters)» return type is begin statements end foo | Н/Д |
| ALGOL 68           | foo«(parameters)»;                                               | proc foo = «(parameters)» void: ( instructions ); | proc foo = «(parameters)» rettype: ( instructions ...; retvalue ); | Н/Д |
| C (C99)            | foo(«parameters»)                                                | void foo(«parameters») { instructions } | type foo(«parameters») { instructions ... return value; } | «global declarations» int main(«int argc, char *argv[]») { instructions } |
| Objective-C        | foo(«parameters»)                                                | void foo(«parameters») { instructions } | type foo(«parameters») { instructions ... return value; } | «global declarations» int main(«int argc, char *argv[]») { instructions } |
| C++ (STL)          | foo(«parameters»)                                                | void foo(«parameters») { instructions } | type foo(«parameters») { instructions ... return value; } | «global declarations» int main(«int argc, char *argv[]») { instructions } |
| C#                 | foo(«parameters»)                                                | void foo(«parameters») { instructions } | type foo(«parameters») { instructions ... return value; } | static void Main(«string[] args») { instructions } or static int Main(«string[] args») { instructions }                                                                            |
| Java               | foo(«parameters»)                                                | void foo(«parameters») { instructions } | type foo(«parameters») { instructions ... return value; } | public static void main(String[] args) { instructions } or public static void main(String... args) { instructions }                                                                |
| D                  | foo(«parameters»)                                                | void foo(«parameters») { instructions } | type foo(«parameters») { instructions ... return value; } | int main(«char[][] args») { instructions} or int main(«string[] args») { instructions} or void main(«char[][] args») { instructions} or void main(«string[] args») { instructions} |
| JavaScript         | foo(«parameters»)                                                | function foo(«parameters») { instructions } or var foo = function («parameters») {instructions } or var foo = new Function («"parameter", ... ,"last parameter"» "instructions");                        | function foo(«parameters») { instructions ... return value; } | Н/Д |
| Гоу                | foo(«parameters»)                                                | func foo(«parameters») { instructions } | func foo(«parameters») type { instructions ... return value } | func main() { instructions } |
| Swift              | foo(«parameters»)                                                | func foo(«parameters») { instructions } | func foo(«parameters») -> type { instructions ... return value } | Н/Д |
| Common Lisp        | (foo «parameters»)                                               | (defun foo («parameters»)instructions) or (setf (symbol-function 'symbol)lambda) | (defun foo («parameters»)...value) | Н/Д |
| Шема               | (foo «parameters»)                                               | (define (foo parameters) instructions) or (define foo (lambda (parameters) instructions)) | (define (foo parameters) instructions... return_value) or (define foo (lambda (parameters) instructions... return_value)) | Н/Д |
| ISLISP             | (foo «parameters»)                                               | (defun foo («parameters»)instructions) | (defun foo («parameters»)...value) | Н/Д |
| Паскал             | foo«(parameters)»                                                | procedure foo«(parameters)»; «forward;»[a] «labellabel declarations» «constconstant declarations» «typetype declarations» «varvariable declarations» «local function declarations» begininstructionsend; | function foo«(parameters)»: type; «forward;»[a] «labellabel declarations» «constconstant declarations» «typetype declarations» «varvariable declarations» «local function declarations» begin instructions; foo := valueend;                                                                    | program name; «labellabel declarations» «constconstant declarations» «typetype declarations» «varvariable declarations» «function declarations» begininstructions end.             |
| Visual Basic       | Foo(«parameters»)                                                | Sub Foo(«parameters») instructions End Sub | Function Foo(«parameters») As type instructions Foo = valueEnd Function | Sub Main()instructionsEnd Sub |
| Visual Basic .NET  | Foo(«parameters»)                                                | Sub Foo(«parameters») instructions End Sub | Function Foo(«parameters») As type instructions Return valueEnd Function | Sub Main(«ByVal CmdArgs() As String») instructions End Sub or Function Main(«ByVal CmdArgs() As String») As Integer instructionsEnd Function                                       |
| Xojo               | Foo(«parameters»)                                                | Sub Foo(«parameters») instructions End Sub | Function Foo(«parameters») As type instructions Return valueEnd Function | Sub Main(«ByVal CmdArgs() As String») instructions End Sub or Function Main(«ByVal CmdArgs() As String») As Integer instructionsEnd Function                                       |
| Пајтон             | foo(«parameters»)                                                | def foo(«parameters»): Tab ↹ instructions | def foo(«parameters»): Tab ↹ instructions Tab ↹ return value | Н/Д |
| S-Lang             | foo(«parameters» «;qualifiers»)                                  | define foo («parameters») { instructions } | define foo («parameters») { instructions ... return value; } | public define slsh_main () { instructions } |
| Фортран            | foo («arguments») CALL sub_foo («arguments»)[c]                  | SUBROUTINE sub_foo («arguments») instructions END SUBROUTINE[c] | type FUNCTION foo («arguments») instructions ... foo = value END FUNCTION[c] | PROGRAM main instructions END PROGRAM |
| Forth              | «parameters» FOO                                                 | : FOO « stack effect comment: ( before -- ) » instructions ; | : FOO « stack effect comment: ( before -- after ) » instructions ; | Н/Д |
| PHP                | foo(«parameters»)                                                | function foo(«parameters») { instructions } | function foo(«parameters») { instructions ... return value; } | Н/Д |
| Перл               | foo(«parameters») or &foo«(parameters)»                          | sub foo { «my (parameters) = @_;» instructions } | sub foo { «my (parameters) = @_;» instructions... «return» value; } | Н/Д |
| Перл 6             | foo(«parameters») or &foo«(parameters)»                          | «multi »sub foo(parameters) { instructions } | «our «type» »«multi »sub foo(parameters) { instructions... «return» value; } | Н/Д |
| Руби               | foo«(parameters)»                                                | def foo«(parameters)» instructions end | def foo«(parameters)» instructions «return» value end | Н/Д |
| Скала              | foo«(parameters)»                                                | def foo«(parameters)»«: Unit =» { instructions } | def foo«(parameters)»«: type» = { instructions ... «return» value } | def main(args: Array[String]) { instructions } |
| Windows PowerShell | foo «parameters»                                                 | function foo { instructions }; or function foo { «param(parameters)» instructions } | function foo «(parameters)» { instructions … return value }; or function foo { «param(parameters)» instructions … return value } | Н/Д |
| Bash shell         | foo «parameters»                                                 | function foo { instructions } or foo () { instructions } | function foo { instructions return «exit_code» } or foo () { instructions return «exit_code» } | Н/Д |
| Bash shell         | foo «parameters»                                                 | - parameters - $n ($1, $2, $3, ...) - $@ (all parameters) - $# (the number of parameters) - $0 (this function name)                                                                                      | | Н/Д |
| OCaml              | foo parameters                                                   | let «rec» foo parameters = instructions | let «rec» foo parameters = instructions... return_value | Н/Д |
| F#                 | foo parameters                                                   | let «rec» foo parameters = instructions | let «rec» foo parameters = instructions... return_value | [<EntryPoint>] let main args = instructions |
| Standard ML        | foo parameters                                                   | fun foo parameters = ( instructions ) | fun foo parameters = ( instructions... return_value ) | |
| Haskell            | foo parameters                                                   | foo parameters = do Tab ↹ instructions | foo parameters = return_value or foo parameters = do Tab ↹ instructions Tab ↹ return value | «main :: IO ()» main = do instructions |
| Ајфел              | foo («parameters»)                                               | foo («parameters») require preconditions do instructions ensure postconditions end | foo («parameters»): type require preconditions do instructionsResult := value ensure postconditions end | [b] |
| CoffeeScript       | foo()                                                            | foo = -> | foo = -> value | Н/Д |
| CoffeeScript       | foo parameters                                                   | foo = () -> | foo = ( parameters ) -> value | Н/Д |
| COBOL              | CALL "foo" «USING parameters» «exception-handling» «END-CALL»[d] | «IDENTIFICATION DIVISION.» PROGRAM-ID. foo. «other divisions...» PROCEDURE DIVISION «USING parameters». instructions.                                                                                    | «IDENTIFICATION DIVISION.» PROGRAM-ID/FUNCTION-ID. foo. «other divisions...» DATA DIVISION. «other sections...» LINKAGE SECTION. «parameter definitions...» variable-to-return definition «other sections...» PROCEDURE DIVISION «USING parameters» RETURNING variable-to-return. instructions. | Н/Д |
| COBOL              | «FUNCTION» foo«(«parameters»)»                                   | Н/Д | «IDENTIFICATION DIVISION.» PROGRAM-ID/FUNCTION-ID. foo. «other divisions...» DATA DIVISION. «other sections...» LINKAGE SECTION. «parameter definitions...» variable-to-return definition «other sections...» PROCEDURE DIVISION «USING parameters» RETURNING variable-to-return. instructions. | Н/Д |

^a  Паскал захтева "forward;" за forward декларацијаs.
^b  Ајфелова омогућава спецификацију корена класе апликацију и функције.
^c  У Фортрану, функција/потпрограм параметара се називају аргументима (док PARAMETER је кључна реч језика); CALL је кључна реч за потпрограм.
^d  Користи уместо "foo", низа променљиву која се може користити уместо садржаја исте вредности.

## Тип конверзија
Где је string означен као децимални број:
|                                                  | string за integer                                                                                                 | string за long integer                                                                                            | string за floating point                                                                                          | integer за string                                                                                                 | floating point за string                                                                                          |
| ------------------------------------------------ | --- | --- | --- | --- | --- |
| Ада                                              | Integer'Value (string_expression)                                                                                 | Long_Integer'Value (string_expression)                                                                            | Float'Value (string_expression)                                                                                   | Integer'Image (integer_expression)                                                                                | Float'Image (float_expression)                                                                                    |
| ALGOL 68 with general, and then specific formats | With prior declarations and association of: string buf := "12345678.9012e34 "; file proxy; associate(proxy, buf); | With prior declarations and association of: string buf := "12345678.9012e34 "; file proxy; associate(proxy, buf); | With prior declarations and association of: string buf := "12345678.9012e34 "; file proxy; associate(proxy, buf); | With prior declarations and association of: string buf := "12345678.9012e34 "; file proxy; associate(proxy, buf); | With prior declarations and association of: string buf := "12345678.9012e34 "; file proxy; associate(proxy, buf); |
| ALGOL 68 with general, and then specific formats | get(proxy, ivar);                                                                                                 | get(proxy, livar);                                                                                                | get(proxy, rvar);                                                                                                 | put(proxy, ival);                                                                                                 | put(proxy, rval);                                                                                                 |
| ALGOL 68 with general, and then specific formats | getf(proxy, ($g$, ivar)); orv getf(proxy, ($dddd$, ivar));                                                        | getf(proxy, ($g$, livar)); or getf(proxy, ($8d$, livar));                                                         | getf(proxy, ($g$, rvar)); or getf(proxy, ($8d.4dE2d$, rvar));                                                     | putf(proxy, ($g$, ival)); or putf(proxy, ($4d$, ival));                                                           | putf(proxy, ($g(width, places, exp)$, rval)); or putf(proxy, ($8d.4dE2d$, rval)); etc.                            |
| C (C99)                                          | integer = atoi(string);                                                                                           | long = atol(string);                                                                                              | float = atof(string);                                                                                             | sprintf(string, "%i", integer);                                                                                   | sprintf(string, "%f", float);                                                                                     |
| Objective-C                                      | integer = [string intValue];                                                                                      | long = [string longLongValue];                                                                                    | float = [string doubleValue];                                                                                     | string = [NSString stringWithFormat:@"%i", integer];                                                              | string = [NSString stringWithFormat:@"%f", float];                                                                |
| C++ (STL)                                        | «std::»istringstream(string) >> number;                                                                           | «std::»istringstream(string) >> number;                                                                           | «std::»istringstream(string) >> number;                                                                           | «std::»ostringstream o; o << number; string = o.str();                                                            | «std::»ostringstream o; o << number; string = o.str();                                                            |
| C++11                                            | integer = «std::»stoi(string);                                                                                    | long = «std::»stol(string);                                                                                       | float = «std::»stof(string); double = «std::»stod(string);                                                        | string = «std::»to_string(number);                                                                                | string = «std::»to_string(number);                                                                                |
| C#                                               | integer = int.Parse(string);                                                                                      | long = long.Parse(string);                                                                                        | float = float.Parse(string); or double = double.Parse(string);                                                    | string = number.ToString();                                                                                       | string = number.ToString();                                                                                       |
| D                                                | integer = std.conv.to!int(string)                                                                                 | long = std.conv.to!long(string)                                                                                   | float = std.conv.to!float(string) or double = std.conv.to!double(string)                                          | string = std.conv.to!string(number)                                                                               | string = std.conv.to!string(number)                                                                               |
| Java                                             | integer = Integer.parseInt(string);                                                                               | long = Long.parseLong(string);                                                                                    | float = Float.parseFloat(string); or double = Double.parseDouble(string);                                         | string = Integer.toString(integer); or string = String.valueOf(integer);                                          | string = Float.toString(float); or string = Double.toString(double);                                              |
| JavaScript[a]                                    | integer = parseInt(string);                                                                                       | integer = parseInt(string);                                                                                       | float = parseFloat(string); or float = new Number (string) or float = Number (string) or float = +string          | string = number.toString (); or string = new String (number); or string = String (number); or string = number+""; | string = number.toString (); or string = new String (number); or string = String (number); or string = number+""; |
| Гоу                                              | integer, error = strconv.Atoi(string) or integer, error = strconv.ParseInt(string, 10, 0)                         | long, error = strconv.ParseInt(string, 10, 64)                                                                    | float, error = strconv.ParseFloat(string, 64)                                                                     | string = strconv.Itoa(integer) or string = strconv.FormatInt(integer, 10) or string = fmt.Sprint(integer)         | string = strconv.FormatFloat(float) or string = fmt.Sprint(float)                                                 |
| Common Lisp                                      | (setf integer (parse-integer string))                                                                             | (setf integer (parse-integer string))                                                                             | (setf float (read-from-string string))                                                                            | (setf string (princ-to-string number))                                                                            | (setf string (princ-to-string number))                                                                            |
| Шема                                             | (define number (string->number string))                                                                           | (define number (string->number string))                                                                           | (define number (string->number string))                                                                           | (define string (number->string number))                                                                           | (define string (number->string number))                                                                           |
| ISLISP                                           | (setf integer (convert string <integer>))                                                                         | (setf integer (convert string <integer>))                                                                         | (setf float (convert string <float>))                                                                             | (setf string (convert number <string>))                                                                           | (setf string (convert number <string>))                                                                           |
| Паскал                                           | integer := StrToInt(string);                                                                                      | | float := StrToFloat(string);                                                                                      | string := IntToStr(integer);                                                                                      | string := FloatToStr(float);                                                                                      |
| Visual Basic                                     | integer = CInt(string)                                                                                            | long = CLng(string)                                                                                               | float = CSng(string) or double = CDbl(string)                                                                     | string = CStr(number)                                                                                             | string = CStr(number)                                                                                             |
| Visual Basic .NET                                | integer = CInt(string)                                                                                            | long = CLng(string)                                                                                               | float = CSng(string) or double = CDbl(string)                                                                     | string = CStr(number)                                                                                             | string = CStr(number)                                                                                             |
| Xojo                                             | integer = Val(string)                                                                                             | long = Val(string)                                                                                                | double = Val(string) or double = CDbl(string)                                                                     | string = CStr(number) or string = Str(number)                                                                     | string = CStr(number) or string = Str(number)                                                                     |
| Пајтон                                           | integer = int(string)                                                                                             | long = long(string)                                                                                               | float = float(string)                                                                                             | string = str(number)                                                                                              | string = str(number)                                                                                              |
| S-Lang                                           | integer = atoi(string);                                                                                           | long = atol(string);                                                                                              | float = atof(string);                                                                                             | string = string(number);                                                                                          | string = string(number);                                                                                          |
| Фортран                                          | READ(string,format) number                                                                                        | READ(string,format) number                                                                                        | READ(string,format) number                                                                                        | WRITE(string,format) number                                                                                       | WRITE(string,format) number                                                                                       |
| PHP                                              | integer = intval(string); or integer = (int)string;                                                               | integer = intval(string); or integer = (int)string;                                                               | float = floatval(string); or float = (float)string;                                                               | string = "number"; or string = strval(number); or string = (string)number;                                        | string = "number"; or string = strval(number); or string = (string)number;                                        |
| Перл[b]                                          | number = 0 + string;                                                                                              | number = 0 + string;                                                                                              | number = 0 + string;                                                                                              | string = "number";                                                                                                | string = "number";                                                                                                |
| Перл 6                                           | number = +string;                                                                                                 | number = +string;                                                                                                 | number = +string;                                                                                                 | string = ~number;                                                                                                 | string = ~number;                                                                                                 |
| Руби                                             | integer = string.to_i or integer = Integer(string)                                                                | integer = string.to_i or integer = Integer(string)                                                                | float = string.to_f or float = Float(string)                                                                      | string = number.to_s                                                                                              | string = number.to_s                                                                                              |
| Скала                                            | integer = string.toInt                                                                                            | long = string.toLong                                                                                              | float = string.toFloat or double = string.toDouble                                                                | string = number.toString                                                                                          | string = number.toString                                                                                          |
| Smalltalk                                        | integer := Integer readFrom: string                                                                               | integer := Integer readFrom: string                                                                               | float := Float readFrom: string                                                                                   | string := number asString                                                                                         | string := number asString                                                                                         |
| Windows PowerShell                               | integer = [int]string                                                                                             | long = [long]string                                                                                               | float = [float]string                                                                                             | string = [string]number; or string = "number"; or string = (number).ToString()                                    | string = [string]number; or string = "number"; or string = (number).ToString()                                    |
| OCaml                                            | let integer = int_of_string string                                                                                | | let float = float_of_string string                                                                                | let string = string_of_int integer                                                                                | let string = string_of_float float                                                                                |
| F#                                               | let integer = int string                                                                                          | let integer = int64 string                                                                                        | let float = float string                                                                                          | let string = string number                                                                                        | let string = string number                                                                                        |
| Standard ML                                      | val integer = Int.fromString string                                                                               | | val float = Real.fromString string                                                                                | val string = Int.toString integer                                                                                 | val string = Real.toString float                                                                                  |
| Haskell (GHC)                                    | number = read string                                                                                              | number = read string                                                                                              | number = read string                                                                                              | string = show number                                                                                              | string = show number                                                                                              |
| КОБОЛ                                            | MOVE «FUNCTION» NUMVAL(string)[c] TO number                                                                       | MOVE «FUNCTION» NUMVAL(string)[c] TO number                                                                       | MOVE «FUNCTION» NUMVAL(string)[c] TO number                                                                       | MOVE number TO numeric-edited                                                                                     | MOVE number TO numeric-edited                                                                                     |

^a  JavaScript користи само децимални број, тако да су неки техникалије.

^b  Перл нема одвојене врсте. Стрингови и бројеви су заменљиви.

^c  NUMVAL-C или NUMVAL-F се могу заменити уместо NUMVAL.

## Стандардни ток I/O
|                                       | читан | писан у | писан у |
| stdin                                 | stdout                                                                                                   | stderr | |
| ------------------------------------- | --- | --- | --- |
| Ada                                   | Get (x)                                                                                                  | Put (x) | Put (Standard_Error, x)                                                                                              |
| ALGOL 68                              | readf(($format$, x)); or getf(stand in, ($format$, x));                                                  | printf(($format$, x)); or putf(stand out, ($format$, x));                                                  | putf(stand error, ($format$, x));[a]                                                                                 |
| C (C99)                               | scanf(format, &x); or fscanf(stdin, format, &x); [b]                                                     | printf( format, x); or fprintf(stdout, format, x); [c]                                                     | fprintf(stderr, format, x );[d]                                                                                      |
| Objective-C                           | data = [[NSFileHandle fileHandleWithStandardInput] readDataToEndOfFile];                                 | [[NSFileHandle fileHandleWithStandardOutput] writeData:data];                                              | [[NSFileHandle fileHandleWithStandardError] writeData:data];                                                         |
| C++                                   | «std::»cin >> x; or «std::»getline(«std::»cin, str);                                                     | «std::»cout << x;                                                                                          | «std::»cerr << x; or «std::»clog << x;                                                                               |
| C#                                    | x = Console.Read(); or x = Console.ReadLine();                                                           | Console.Write(«format, »x); or Console.WriteLine(«format, »x);                                             | Console.Error.Write(«format, »x); or Console.Error.WriteLine(«format, »x);                                           |
| D                                     | x = std.stdio.readln()                                                                                   | std.stdio.write(x) or std.stdio.writeln(x) or std.stdio.writef(format, x) or std.stdio.writefln(format, x) | stderr.write(x) or stderr.writeln(x) or std.stdio.writef(stderr, format, x) or std.stdio.writefln(stderr, format, x) |
| Java                                  | x = System.in.read(); or x = new Scanner(System.in).nextInt(); or x = new Scanner(System.in).nextLine(); | System.out.print(x); or System.out.printf(format, x); or System.out.println(x);                            | System.err.print(x); or System.err.printf(format, x); or System.err.println(x);                                      |
| Гоу                                   | fmt.Scan(&x) or fmt.Scanf(format, &x) or x = bufio.NewReader(os.Stdin).ReadString('\n')                  | fmt.Println(x) or fmt.Printf(format, x)                                                                    | fmt.Fprintln(os.Stderr, x) or fmt.Fprintf(os.Stderr, format, x)                                                      |
| Swift                                 | x = readLine() (2.x)                                                                                     | print(x) (2.x) println(x) (1.x)                                                                            | |
| JavaScript Web Browser implementation | | document.write(x)                                                                                          | |
| JavaScript Active Server Pages        | | Response.Write(x)                                                                                          | |
| JavaScript Windows Script Host        | x = WScript.StdIn.Read(chars) or x = WScript.StdIn.ReadLine()                                            | WScript.Echo(x) or WScript.StdOut.Write(x) or WScript.StdOut.WriteLine(x)                                  | WScript.StdErr.Write(x) or WScript.StdErr.WriteLine(x)                                                               |
| Common Lisp                           | (setf x (read-line))                                                                                     | (princ x) or (format t format x)                                                                           | (princ x *error-output*) or (format *error-output* format x)                                                         |
| Шема (R6RS)                           | (define x (read-line))                                                                                   | (display x) or (format #t format x)                                                                        | (display x (current-error-port)) or (format (current-error-port) format x)                                           |
| ISLISP                                | (setf x (read-line))                                                                                     | (format (standard-output) format x)                                                                        | (format (error-output) format x)                                                                                     |
| Паскал                                | read(x); or readln(x);                                                                                   | write(x); or writeln(x);                                                                                   | Н/Д |
| Visual Basic                          | Input« prompt,» x                                                                                        | Print x or ? x                                                                                             | Н/Д |
| Visual Basic .NET                     | x = Console.Read() or x = Console.ReadLine()                                                             | Console.Write(«format, »x) or Console.WriteLine(«format, »x)                                               | Console.Error.Write(«format, »x) or Console.Error.WriteLine(«format, »x)                                             |
| Xojo                                  | x = StandardInputStream.Read() or x = StandardInputStreame.ReadLine()                                    | StandardOutputStream.Write(x) or StandardOutputStream.WriteLine(x)                                         | StdErr.Write(x) or StdErr.WriteLine(x)                                                                               |
| Пајтон 2.x                            | x = raw_input(«prompt»)                                                                                  | print x or sys.stdout.write(x)                                                                             | print >> sys.stderr, x or sys.stderr.write(x)                                                                        |
| Пајтон 3.x                            | x = input(«prompt»)                                                                                      | print(x«, end=""»)                                                                                         | print(x«, end=""», file=sys.stderr)                                                                                  |
| S-Lang                                | fgets (&x, stdin)                                                                                        | fputs (x, stdout)                                                                                          | fputs (x, stderr) |
| Фортран                               | READ(*,format) variable names or READ(INPUT_UNIT,format) variable names[e]                               | WRITE(*,format) expressions or WRITE(OUTPUT_UNIT,format) expressions[e]                                    | WRITE(ERROR_UNIT,format) expressions[e]                                                                              |
| Forth                                 | buffer length ACCEPT ( # chars read ) KEY ( char )                                                       | buffer length TYPE char EMIT                                                                               | Н/Д |
| PHP                                   | $x = fgets(STDIN); or $x = fscanf(STDIN, format);                                                        | print x; or echo x; or printf(format, x);                                                                  | fprintf(STDERR, format, x);                                                                                          |
| Перл                                  | $x = <>; or $x = <STDIN>;                                                                                | print x; or printf format, x;                                                                              | print STDERR x; or printf STDERR format, x;                                                                          |
| Перл 6                                | $x = $*IN.get;                                                                                           | x.print or x.say                                                                                           | x.note or $*ERR.print(x) or $*ERR.say(x)                                                                             |
| Руби                                  | x = gets                                                                                                 | puts x or printf(format, x)                                                                                | $stderr.puts(x) or $stderr.printf(format, x)                                                                         |
| Windows PowerShell                    | $x = Read-Host«« -Prompt» text»; or $x = [Console]::Read(); or $x = [Console]::ReadLine()                | x; or Write-Output x; or echo x                                                                            | Write-Error x |
| OCaml                                 | let x = read_int () or let str = read_line () or Scanf.scanf format (fun x ... -> ...)                   | print_int x or print_endline str or Printf.printf format x ...                                             | prerr_int x or prerr_endline str or Printf.eprintf format x ...                                                      |
| F#                                    | let x = System.Console.ReadLine()                                                                        | printf format x ... or printfn format x ...                                                                | eprintf format x ... or eprintfn format x ...                                                                        |
| Standard ML                           | val str = TextIO.inputLIne TextIO.stdIn                                                                  | print str                                                                                                  | TextIO.output (TextIO.stdErr, str)                                                                                   |
| Haskell (GHC)                         | x <- readLn or str <- getLine                                                                            | print x or putStrLn str                                                                                    | hPrint stderr x or hPutStrLn stderr str                                                                              |
| КОБОЛ                                 | ACCEPT x                                                                                                 | DISPLAY x                                                                                                  | |

^a  Algol 68 додатно као "неформатирани" транспут рутина: read, write, get и put.

^b  gets(x) и fgets(x, length, stdin) прочитајте неформатирани текст из стдин. Коришћење добијања се не препоручује.

^c  puts(x) и fputs(x, stdout) напише неформатирани текст на стдоут.

^d  fputs(x, stderr) пише неформатирани текст на стдоут.

^e  INPUT_UNIT, OUTPUT_UNIT, ERROR_UNIT су дефинисани у ISO_FORTRAN_ENV модулу.

## Читањекомандне линије интерфејса
|                                               | Аргумент вредности                                        | Аргумент рачуна                                  | Назив програма / име скрипте                 |
| --------------------------------------------- | --------------------------------------------------------- | ------------------------------------------------ | -------------------------------------------- |
| Ada                                           | Argument (n)                                              | Argument_Count                                   | Command_Name                                 |
| C (C99)                                       | argv[n]                                                   | argc                                             | first argument                               |
| Objective-C                                   | argv[n]                                                   | argc                                             | first argument                               |
| C++                                           | argv[n]                                                   | argc                                             | first argument                               |
| C#                                            | args[n]                                                   | args.Length                                      | Assembly.GetEntryAssembly().Location;        |
| Java                                          | args[n]                                                   | args.length                                      |                                              |
| D                                             | args[n]                                                   | args.length                                      | first argument                               |
| JavaScript Windows Script Host implementation | WScript.Arguments(n)                                      | WScript.Arguments.length                         | WScript.ScriptName or WScript.ScriptFullName |
| Гоу                                           | os.Args[n]                                                | len(os.Args)                                     | first argument                               |
| Swift                                         | Process.arguments[n] or Process.unsafeArgv[n]             | Process.arguments.count or Process.argc          | first argument                               |
| Common Lisp                                   | ?                                                         | ?                                                | ?                                            |
| Шеме (R6RS)                                   | (list-ref (command-line) n)                               | (length (command-line))                          | first argument                               |
| ISLISP                                        | Н/Д                                                       | Н/Д                                              | Н/Д                                          |
| Паскал                                        | ParamStr(n)                                               | ParamCount                                       | first argument                               |
| Visual Basic                                  | Command[a]                                                | Н/Д                                              | App.Path                                     |
| Visual Basic .NET                             | CmdArgs(n)                                                | CmdArgs.Length                                   | [Assembly].GetEntryAssembly().Location       |
| Xojo                                          | System.CommandLine                                        | (string parsing)                                 | Application.ExecutableFile.Name              |
| Пајтон                                        | sys.argv[n]                                               | len(sys.argv)                                    | first argument                               |
| S-Lang                                        | __argv[n]                                                 | __argc                                           | first argument                               |
| Фортран                                       | DO i = 1,argc CALL GET_COMMAND_ARGUMENT (i,argv(i)) ENDDO | argc = COMMAND_ARGUMENT_COUNT ()                 | CALL GET_COMMAND_ARGUMENT (0,progname)       |
| PHP                                           | $argv[n]                                                  | $argc                                            | first argument                               |
| Bash shell                                    | $n ($1, $2, $3, ...) $@ (all arguments)                   | $#                                               | $0                                           |
| Перл                                          | $ARGV[n]                                                  | scalar(@ARGV)                                    | $0                                           |
| Перл 6                                        | @*ARGS[n]                                                 | @*ARGS.elems                                     | $PROGRAM_NAME                                |
| Руби                                          | ARGV[n]                                                   | ARGV.size                                        | $0                                           |
| Windows PowerShell                            | $args[n]                                                  | $args.Length                                     | $MyInvocation.MyCommand.Name                 |
| OCaml                                         | Sys.argv.(n)                                              | Array.length Sys.argv                            | first argument                               |
| F#                                            | args.[n]                                                  | args.Length                                      | Assembly.GetEntryAssembly().Location         |
| Standard ML                                   | List.nth (CommandLine.arguments (), n)                    | length (CommandLine.arguments ())                | CommandLine.name ()                          |
| Haskell (GHC)                                 | do { args <- System.getArgs; return length args !! n}     | do { args <- System.getArgs; return length args} | System.getProgName                           |
| КОБОЛ                                         | [b]                                                       | [b]                                              | Н/Д                                          |

^a  Командна линија у Visual Basic није одвојена. Сплит функција Split(string) је потребна за их раздваја.
^b  стандардни КОБОЛ не укључује било који начин за приступање командне линије аргумената, али заједнички компајлер-екстензије за приступ њима укључује дефинисање параметара за главни програм или помоћу ACCEPT исказ.

## Извршење команди
|                                               | Shell команда                                                                                                   | Извршење програма                                                                                               | Замена тренутног програма са новим извршним програмом                                                           |
| --------------------------------------------- | --- | --- | --- |
| Ada                                           | Not part of the language standard. Commonly done by compiler provided packages or by interfacing to C or Posix. | Not part of the language standard. Commonly done by compiler provided packages or by interfacing to C or Posix. | Not part of the language standard. Commonly done by compiler provided packages or by interfacing to C or Posix. |
| C                                             | system("command");                                                                                              | | execl(path, args); or execv(path, arglist);                                                                     |
| C++                                           | system("command");                                                                                              | | execl(path, args); or execv(path, arglist);                                                                     |
| Objective-C                                   | system("command");                                                                                              | [NSTask launchedTaskWithLaunchPath:(NSString *)path arguments:(NSArray *)arguments];                            | |
| C#                                            | | System.Diagnostics.Process.Start(path, argstring);                                                              | |
| F#                                            | | System.Diagnostics.Process.Start(path, argstring);                                                              | |
| Гоу                                           | | exec.Run(path, argv, envv, dir, exec.DevNull, exec.DevNull, exec.DevNull)                                       | os.Exec(path, argv, envv)                                                                                       |
| Visual Basic                                  | Interaction.Shell(command «, WindowStyle» «, isWaitOnReturn»)                                                   | | |
| Visual Basic .NET                             | Microsoft.VisualBasic.Interaction.Shell(command «, WindowStyle» «, isWaitOnReturn»)                             | System.Diagnostics.Process.Start(path, argstring)                                                               | |
| Xojo                                          | Shell.Execute(command «, Parameters»)                                                                           | FolderItem.Launch(parameters, activate)                                                                         | Н/Д |
| D                                             | std.process.system("command");                                                                                  | | std.process.execv(path, arglist);                                                                               |
| Java                                          | | Runtime.exec(command); or new ProcessBuilder(command).start();                                                  | |
| JavaScript Windows Script Host implementation | WScript.CreateObject ("WScript.Shell").Run(command «, WindowStyle» «, isWaitOnReturn»);                         | WshShell.Exec(command)                                                                                          | |
| Common Lisp                                   | (shell command)                                                                                                 | | |
| Шема                                          | (system command)                                                                                                | | |
| ISLISP                                        | Н/Д | Н/Д | Н/Д |
| Паскал                                        | system(command);                                                                                                | | |
| OCaml                                         | Sys.command command, Unix.open_process_full command env (stdout, stdin, stderr),...                             | Unix.create_process prog args new_stdin new_stdout new_stderr, ...                                              | Unix.execv prog args or Unix.execve prog args env                                                               |
| Standard ML                                   | OS.Process.system command                                                                                       | Unix.execute (path, args)                                                                                       | Posix.Process.exec (path, args)                                                                                 |
| Haskell (GHC)                                 | System.system command                                                                                           | System.Process.runProcess path args ...                                                                         | Posix.Process.executeFile path True args ...                                                                    |
| Перл                                          | system(command) or $output = `command` or $output = qx(command)                                                 | | exec(path, args)                                                                                                |
| Руби                                          | system(command) or output = `command`                                                                           | | exec(path, args)                                                                                                |
| PHP                                           | system(command) or $output = `command` or exec(command) or passthru(command)                                    | | |
| Пајтон                                        | os.system(command) or subprocess.Popen(command)                                                                 | subprocess.call(["program", "arg1", "arg2", …])                                                                 | os.execv(path, args)                                                                                            |
| S-Lang                                        | system(command)                                                                                                 | | |
| Фортран                                       | CALL SYSTEM (command, status) or status = SYSTEM (command)[a]                                                   | | |
| Windows PowerShell                            | [Diagnostics.Process]::Start(command)                                                                           | «Invoke-Item »program arg1 arg2 …                                                                               | |
| Bash shell                                    | output=`command` or output=$(command)                                                                           | program arg1 arg2 …                                                                                             | |

^a  Компајлер завистан екстензије.